# Tongerseweg
De Tongerseweg (Maastrichts: Toongerseweeg) is een weg of straat in de Nederlandse stad Maastricht. De weg werd begin negentiende eeuw aangelegd als steenweg naar Tongeren, maar is voor een deel ouder. De weg is onderdeel van de provinciale weg 278 en vervult een belangrijke verkeersfunctie. De Tongerseweg wordt gekenmerkt door een zeer gevarieerde bebouwing, waaronder een groot aantal rijks- en gemeentelijke monumenten, merendeels uit de periode 1850-1950.

## Naamgeving
De naam Tongerseweg werd op 4 september 1917 officieel vastgesteld door de Gemeente Maastricht. Voorheen werd de uit het begin van de negentiende eeuw daterende weg aangeduid als 'Route Napoléon' of 'Steenweg Maastricht-Tongeren'. De weg is genoemd naar de Belgische stad Tongeren, circa zeventien kilometer ten zuidwesten van Maastricht (9,5 km van gemeentegrens tot gemeentegrens). Behalve de Tongerseweg kent Maastricht de veel oudere Tongersestraat en het ruim een eeuw jongere Tongerseplein. Tot 1868 was er ook een Tongersepoort. Het karakter van de weg is deels dat van een stadsstraat, deels dat van een doorgaande weg.

## Ligging
De Tongerseweg ligt op de linker Maasoever in een licht glooiend landschap. Vanaf het centrum tot aan de begraafplaats stijgt de weg geleidelijk over een lengte van ruim een kilometer (van ca. 63 naar 86 meter NAP). Daarna volgt een lichte afdaling naar het droogdal (77 m) en vervolgens weer een lichte stijging tot aan de Belgische grens (84 m). Tussen Biesland en Wolder doorsnijdt de weg het droogdal van de Kleine Zouw, dat als waardevol landschapselement op de gemeentelijke monumentenlijst staat.

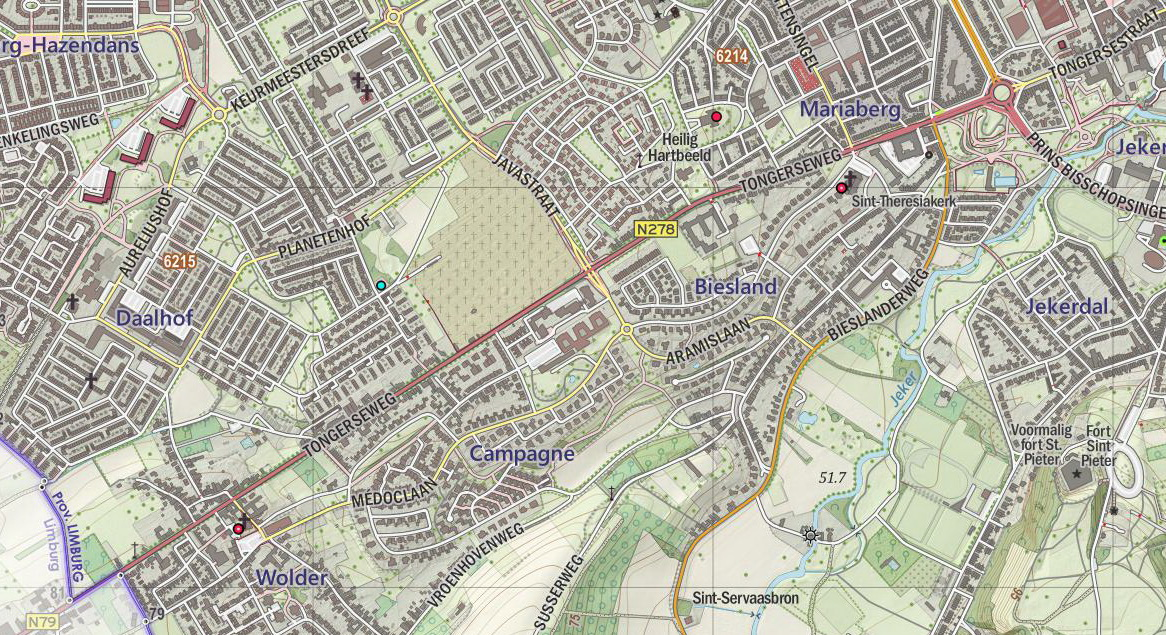
De Tongerseweg en omgeving op een topografische kaart

De Tongerseweg begint op de hoek van de Polvertorenstraat. Dit eerste gedeelte ligt binnen de wijk Maastricht-Centrum en vormt daar de grens tussen de buurten Kommelkwartier en Jekerkwartier. Buiten het centrum vormt de weg voor een groot deel de grens tussen de wijken Maastricht-West en Zuidwest. De buurten Mariaberg en Daalhof liggen aan de noordzijde van de weg; Biesland, Campagne en Wolder aan de zuidzijde. Een klein deel van Wolder ligt aan de noordzijde, waardoor het meest westelijke deel van de weg geheel binnen de grenzen van deze buurt ligt.
De straat loopt min of meer in een rechte lijn en is noordoost-zuidwest georiënteerd. De huisnummering verloopt van oost naar west, zoals gebruikelijk in Maastricht, met de even nummers aan de noordzijde. De Tongerseweg telt aan de noordzijde veertien zijstraten (enkele naamloze voetpaden zijn niet meegeteld). Van oost naar west zijn dat: Polvertorenstraat, Tongerseplein met Hertogsingel, Cannerplein, Proosdijweg, Ruttensingel, Ringovenweg, Gentiaanstraat, Karimatastraat, Javastraat, Godenpad, Hermesweg, Lammergierstraat, Kesselterweg en Grenspad (grens met België). Aan de zuidzijde zijn dertien zijstraten: 
Aldenhofpark, Tongerseplein met Prins Bisschopsingel, Cannerweg, Sint Theresiaplein, Anjoupad, Aramislaan, Maconlaan, Vossenvoetpad, Daelhofpad, Pletzersstraat, Monseigneur Vranckenstraat, Felix Bockenstraat, Willem Prickstraat en Diependaalweg (grens met België). 

## Verkeer, openbaar vervoer, inrichting
De Tongerseweg is, met uitzondering van het binnen het centrum gelegen gedeelte, onderdeel van een belangrijke verkeersweg, de N278. Het is een van de voornaamste uitvalswegen richting België en sluit daar aan op de N79 richting Tongeren en Sint-Truiden. De gehele weg kent tweerichtingsverkeer, ook het deel in het centrum tussen de Tongersestraat en het Tongerseplein. Overal geldt een maximumsnelheid van vijftig kilometer per uur, behalve in Wolder, waar sinds 2022 een dertigkilometerzone is ingesteld. Enkele drukke kruispunten zijn voorzien van verkeerslichten (Cannerplein/Cannerweg, Ruttensingel/Theresiaplein, Javastraat/Aramislaan). Parkeren is alleen toegestaan in gemarkeerde parkeervakken. Oostelijk van de Javastraat/Aramislaan geldt betaald parkeren.

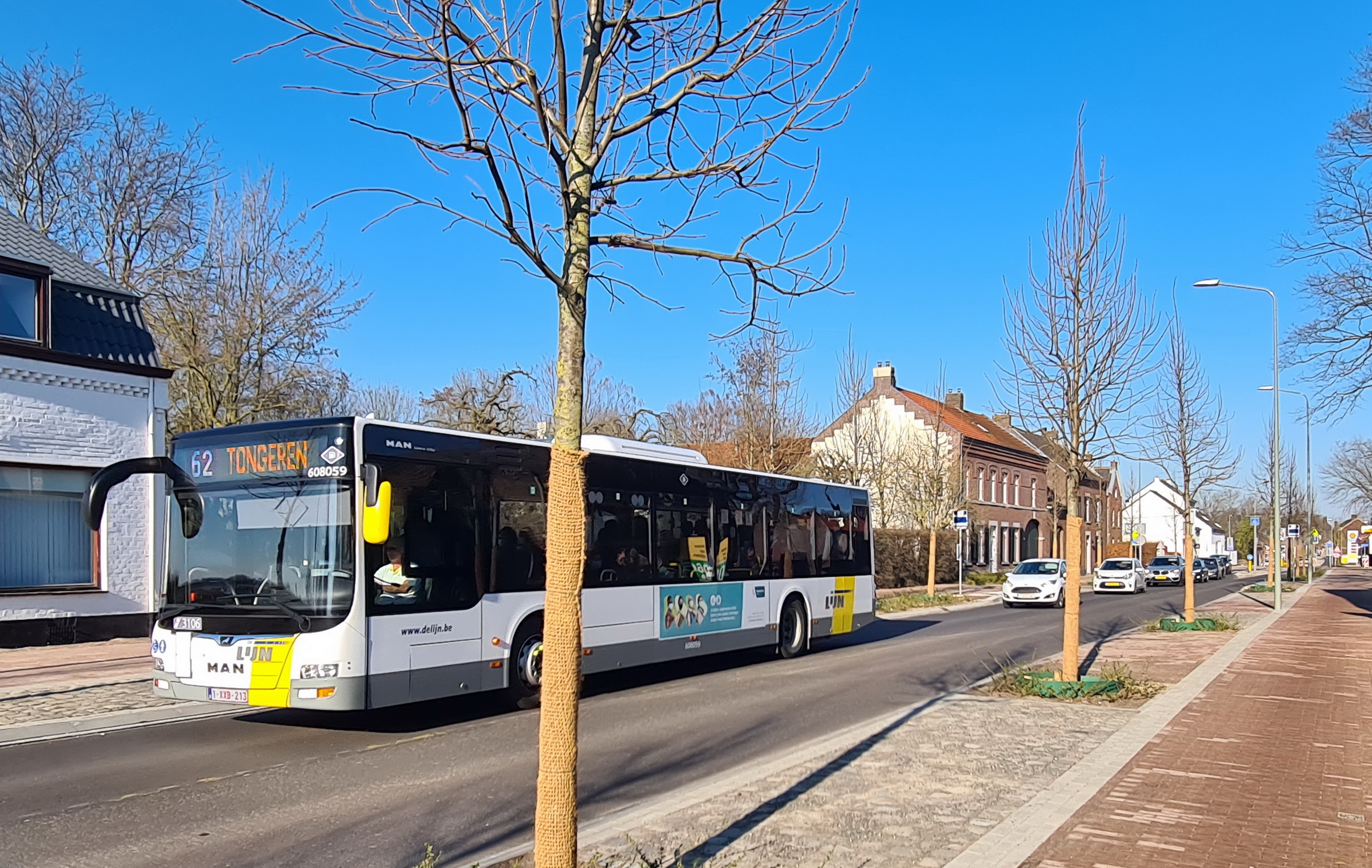
Buslijn 62 van De Lijn op de gereconstrueerde Tongerseweg in Wolder, op weg naar Tongeren

Enkele Arriva (stads)bussen rijden over delen van de Tongerseweg: lijn 4 tussen Tongersestraat en Ruttensingel, en de lijnen 3, 7 en 48 tussen Tongerseplein en Cannerplein. Bus 62 van de Belgische vervoersmaatschappij De Lijn verzorgt de lijndienst Maastricht-Tongeren en maakt gebruik van het westelijk deel van de Tongerseweg, tussen Javastraat en de Belgische grens.
De inrichting van de Tongerseweg is tot aan het kruispunt Javastraat/Aramislaan standaard: het wegdek en de fietspaden of -stroken zijn geasfalteerd, de parkeerstroken zijn geplaveid met klinkers en de trottoirs met betonnen stoeptegels. Na de reconstructie van 2021-22 (zie § 21e eeuw) is de inrichting van de Tongerseweg ten westen van de Javastraat/Aramislaan ingrijpend veranderd, onder andere met de bedoeling het auto-/vrachtverkeer te ontmoedigen en de verkeersveiligheid van fietsers en voetgangers te verhogen. Zo zijn er over de gehele lengte vrijliggende fietspaden aangelegd, die echter op sommige plekken door fietsers en voetgangers gedeeld moeten worden. Het aantal voetgangersoversteekplaatsen is uitgebreid van drie naar zeven, waarvan zes met 'middeneiland' (vluchtheuvel). In een deel van Wolder (tussen de Felix Bockenstraat en het droogdal van de Kleine Zouw) heeft het wegdek een rode kleur gekregen, om aan te geven dat hier een dertigkilometerzone geldt. De fietspaden, trottoirs en inritten zijn geplaveid met rode klinkers, gelegd in halfsteensverband (fietspaden) of elleboogverband (trottoirs, inritten). De parkeervakken zijn bestraat met kasseien. Waar de ruimte het toeliet zijn groenstroken aangelegd tussen rijbaan en fietspad, tussen fietspad en trottoir, of in de middenberm.

## Geschiedenis

### Romeinse Tijd
De vroegnegentiende-eeuwse steenweg Maastricht-Tongeren had een illustere voorganger: de Romeinse weg van Maastricht naar Tongeren, onderdeel van de belangrijke heerbaan Keulen-Boulogne-sur-Mer. De weg volgde echter niet helemaal hetzelfde tracé. In Daalhof, enkele honderden meters ten noorden van de Tongerseweg, herinneren de benaming Romeinsebaan en een kunstwerk aan een daar opgegraven wegdeel. In België wordt een stuk van de weg, niet meer dan een landweg, Romeinse Steenweg genoemd. In de nabijheid van de weg verrezen vanaf de eerste eeuw na Chr. landbouwbedrijven, villae, waarvan in de omgeving van Wolder restanten zijn teruggevonden. Wolder (vroeger 'Wilre') heeft er waarschijnlijk zijn naam aan te danken. Deze is ontleend aan het Latijnse villa, een term die kan verwijzen naar een Romeinse herenboerderij of een Karolingisch domeingoed.

### Middeleeuwen
De Romeinse weg bleef vermoedelijk tot de late middeleeuwen in gebruik, al is het tracé door de eeuwen heen niet exact gelijk gebleven. Op oude kaarten wordt de weg als 'Steenstraat' of 'Brouwersweg' aangeduid. Die laatste benaming houdt wellicht verband met een panhuis (brouwerij), dat in de omgeving van de Daalhofhoeve in Daalhof stond. De huidige Brouwersweg in Mariaberg en de Trichterbaan, de Numitorhof en de eerder genoemde Romeinsebaan in Daalhof zijn onderdeel van het tracé van de weg.
Mogelijk behoorde het gebied tussen Maastricht en Wolder al in de Frankische tijd tot een koninklijk domein, een vroen- of vroonhof, Dit domein kwam begin dertiende eeuw in Brabantse handen. Het stond bekend als de Vroenhof, later graafschap van de Vroenhof. Het administratief en gerechtelijk centrum van de Vroenhof was tot de zestiende eeuw de Hof van Lenculen. Deze hof lag aanvankelijk buiten de Lenculenpoort. Na de bouw van de tweede middeleeuwse stadsmuur in de veertiende eeuw kwam de hof binnen de ommuurde stad te liggen, aan wat later de Tongersestraat werd genoemd. Wolder was de hoofdplaats van de dunbevolkte Vroenhof, die verder de gehuchten Smeermaas, Caberg, Biesland, Montenaken (tegenwoordig Vroenhoven) en Heukelom omvatte. De topografische namen Proosdijveld en Proosdijweg (beide in Mariaberg) herinneren eraan dat ook de Proosdij van Sint-Servaas bezittingen had in dit gebied.

### Ancien Régime
Een kaart uit 1615 van het Beleg van Maastricht (1579) toont een weg, die vanaf de Tongersepoort eerst naar het noordwesten afbuigt en vervolgens westwaarts loopt. Deze weg wordt "Le chemin alant a Tongre" genoemd. De weg lijkt iets ten noorden van de huidige Tongerseweg te liggen, maar een stuk zuidelijker dan de oude Romeinse weg, die immers vanaf de Brusselsepoort het tracé van de latere Brouwersweg volgde (eveneens herkenbaar op de kaart). Een kaart van het Beleg van Maastricht (1673) toont een "Chemin de Tongres" die de dorpen Wolder ("Willer") en Vroenhoven ("Montenaeken") doorsnijdt, net zoals de huidige Tongerseweg. Achttiende-eeuwse kaarten geven een wisselend beeld, waarbij de grote weg naar Tongeren soms bij de Brusselse-, soms bij de Tongersepoort begint.
Na de inname van Maastricht door Alexander Farnese, prins van Parma, in 1579, werd een begin gemaakt met de bouw van buitenwerken, waardoor de vestingstad in de eeuwen daarna steeds meer ingekapseld raakte. Buiten de Tongersepoort verrees in de zestiende eeuw een ravelijn. Bijna een eeuw later, tijdens het beleg van 1673, bleken veel buitenwerken niet te voldoen. Het Franse leger onder aanvoering van de Franse koning Lodewijk XIV, die zijn hoofdkwartier bij Wolder had, wist de stad in twee weken in te nemen. De Franse vestingbouwer Vauban maakte in opdracht van de koning een ontwerp voor de uitbouw van de vesting. Het bestaande lunet bij de Tongersekat werd op aanwijzing van Vauban omgebouwd tot halve maan. Het kreeg de naam 'demilune des Mousquetaires' ('musketiers-halve maan'), aangezien het vlak bij de plek lag waar tijdens de Franse belegering de later beroemd geworden musketier en romanheld D'Artagnan was gesneuveld.

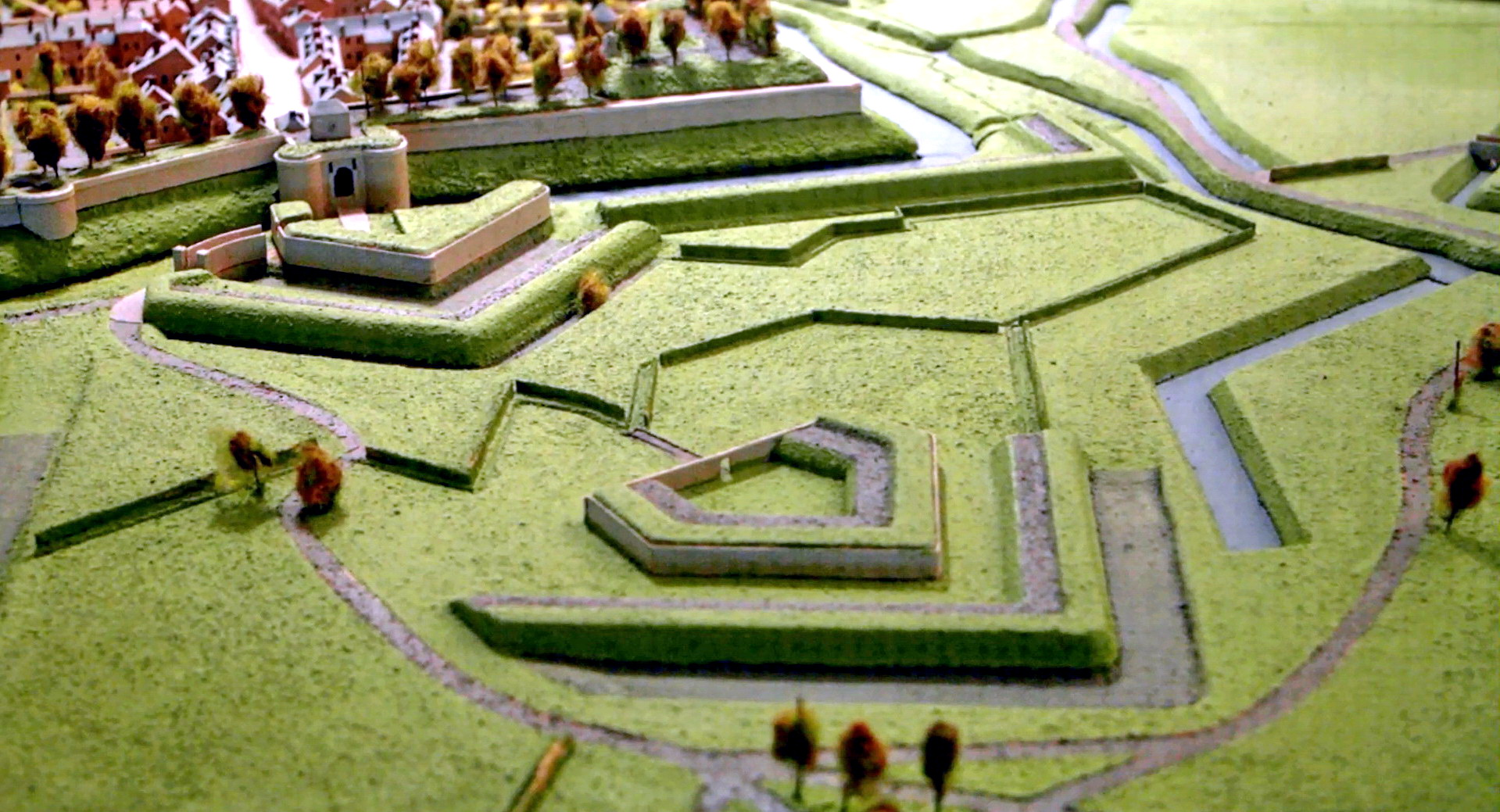
Buitenwerken bij de Tongersepoort: ravelijn, couvreface en Waldeckbastion (Maquette van Maastricht, ca. 1750)

Omstreeks 1690 vonden op initiatief van de 'Hollandse' vestingingenieur Daniël van Dopff opnieuw grootscheepse werkzaamheden plaats aan de vestingwerken. Buiten de Tongersepoort werd aan de veldzijde van het ravelijn een couvreface gebouwd. Tevens werd het (nog bestaande) bastion Waldeck aangelegd, genoemd naar George Frederik van Waldeck-Eisenberg, de militaire gouverneur van Maastricht. Dit bastion vormde de scheidslijn tussen de 'natte' Lage Fronten en de 'droge' Hoge Fronten. Op de door de Fransen in 1748 ingemeten en omstreeks 1750 gebouwde Maquette van Maastricht zijn deze werken duidelijk te herkennen.
In de tweede helft van de achttiende eeuw vonden in opdracht van de Republiek verdere vernieuwingen van de vestingwerken plaats onder leiding van Pieter de la Rive en Carel Diederik du Moulin. Eerstgenoemde liet tussen 1764 en 1769 de couvreface opnieuw aanleggen en het bastion Waldeck uitbreiden. Du Moulin voegde aan de veldzijde van bastion Waldeck het deels behouden lunet Drenthe toe. De buitenwerken in de Hoge Fronten waren alle voorzien van een uitgebreid mijnenstelsel. Deze zogenaamde "kazematten" (Maastrichts: "katsj"), merendeels uit de tweede helft van de achttiende eeuw, zijn vrijwel ongeschonden bewaard gebleven, onder andere onder de Tongerseweg.

### Negentiende eeuw
De inname van Maastricht door de Franse generaal Kléber en de daarop volgende inlijving bij Frankrijk (1794-1814) betekende een breuk in de geschiedenis van Maastricht en die van de omliggende gebieden. Geestelijke en feodale instellingen werden door een pennenstreek opgeheven en eeuwenoude grenzen verdwenen van de ene op de andere dag. De bezittingen van de proosdij van Sint-Servaas in het Proosdijveld gingen over naar particulieren. De graafschap van de Vroenhof hield op te bestaan en werd in 1795 omgevormd tot de Franse commune (gemeente) Vroenhoven, met dezelfde grenzen. In 1815 werd de gemeente Vroenhoven onderdeel van het Verenigd Koninkrijk der Nederlanden, maar de splitsing van Nederland en België (officieel in 1839) betekende ook de splitsing van Vroenhoven. Het Nederlandse deel van de gemeente ging verder onder de naam Oud-Vroenhoven. De brede gordel van vestingwerken rondom Maastricht behoorde nooit tot de Vroenhof of Vroenhoven. Dit gebied viel tot 1867 rechtstreeks onder het Nederlandse Departement van Oorlog. Het verloop van de wegen in de vestinggordel was grillig.
Plannen voor een nieuwe weg tussen Maastricht en Tongeren bestonden waarschijnlijk al in de achttiende eeuw, maar vonden eerst tijdens de Franse Tijd uitvoering. Voor de aanleg had met name de afgevaardigde Charles Clément Roemers zich in het Franse parlement ingezet. De weg was aanvankelijk gepland als onderdeel van route nr. 42 tussen Oostende en Düsseldorf, maar werd later onderdeel van route nr. 3 tussen Parijs en Hamburg. De eerste aanbesteding vond plaats op 18 juli 1803; de eerstesteenlegging door de Franse prefect Pierre Loysel op 15 juli 1804. De aanleg werd bekostigd door een heffing van vijf opcenten op de directe belastingen. Bedeelden uit armenhuizen in het departement Nedermaas werden in het kader van de werkverschaffing ingezet bij de aanleg van de weg. Ook werden Spaanse krijgsgevangenen ingeschakeld. Het werk stond onder leiding van de Franse hoofdingenieur Ausquer en de civiel ingenieur François-Alexandre Cavenne. In 1813 was het gehele project voltooid. De nieuwe steenweg was bijna zeventien kilometer lang en had een breedte van 5,3 meter (verhard gedeelte) met aan weerszijden een 3,5 m brede 'berm' (bedoeld voor voetgangers) en een greppel van 2 m breedte. Het wegdek bestond, zoals bij alle 'Napoleonswegen' uit die tijd, uit kasseien. De weg was aanvankelijk boomloos, maar kreeg waarschijnlijk omstreeks 1850 zijn dubbele bomenrij (zie tekeningen Van Gulpen en Brabant hiernaast).

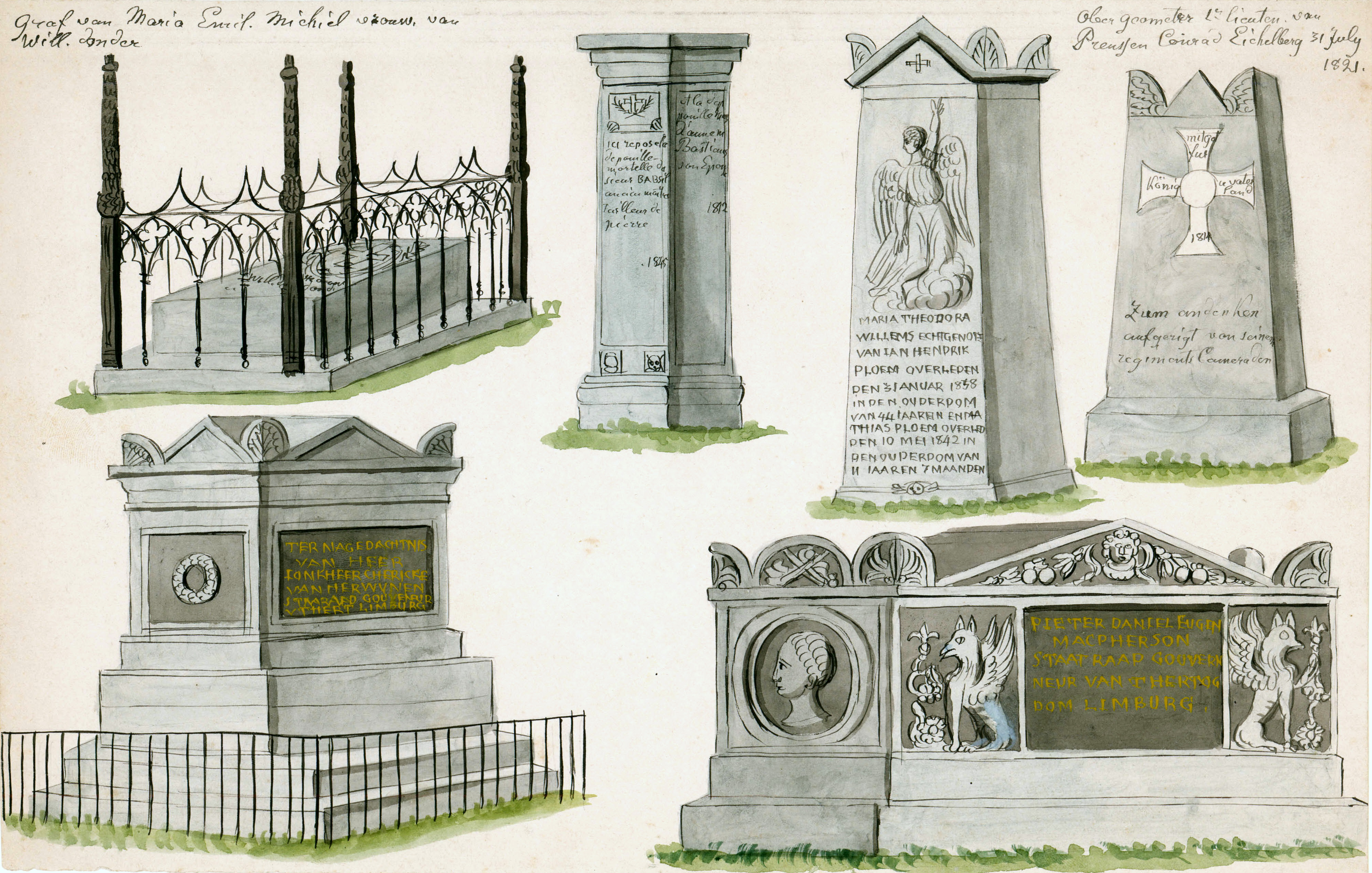
Grafmonumenten op de Algemene Begraafplaats Tongerseweg (Philippe van Gulpen, ca. 1850)

In 1805 nam prefect Loysel het initiatief tot oprichting van een algemene begraafplaats, bedoeld voor alle gezindten (rooms-katholieken, protestanten en joden) en gelegen buiten de stadsmuren. In 1809 kocht de gemeente Maastricht een terrein van 1 hectare langs de nieuwe steenweg naar Tongeren. Architect Jean François Soiron maakte een plan van aanleg, dat in december 1811 gereed was. Aanvankelijk werd slechts een halve hectare daadwerkelijk ingericht. Het Joodse gedeelte werd gesitueerd aan de oostzijde en kreeg een eigen ommuring en toegangspoort. Een strook langs de Tongerseweg (1790 m²) was bestemd voor de protestanten; het daarachter gelegen terrein (8900 m²) voor de katholieken. De Algemene Begraafplaats Tongerseweg werd diverse malen uitgebreid: in 1850, 1910, 1920, 1956, 1961, 1970, 1983 en 2021.
Op de kadasterkaart van 1842 is te zien dat de Tongerseweg in die tijd grotendeels onbebouwd was. Tussen de stad en de begraafplaats lagen aan de weg slechts drie huizen, waarvan alleen de herberg van Gerard Prick nog bestaat (Tongerseweg 252). Ten westen van de begraafplaats lagen in Biesland en Wolder een tiental huizen langs de weg, meest herbergen of boerderijen. De overige percelen bestonden uit landbouwgrond. Enkele grotere perceeleigenaren waren Pierre François Roemers, rentenier te Maastricht (en zoon van Charles Clément Roemers), de weduwe Caroline Cruts-Colpin (kleindochter van Charles Roemers), Jean François Hennequin, rentenier te Luik, Hendrik Nierstrasz, burgemeester van Maastricht, Willem Jozef Gadiot, landbouwer wonende in de Looiersstraat, de erven Marres, het Burgerlijk Armbestuur en de R.K. Armen van den H. Geest.
De opheffing van de vestingstatus in 1867 en de daarop volgende sloop van de meeste vestingwerken maakte het rechttrekken van het buiten de Tongersepoort gelegen deel van de Tongerseweg mogelijk. De afbraak van de poort werd al op 30 november 1867 aanbesteed. Het ravelijn, de couvreface en delen van bastion Waldeck volgden een jaar later. Grootschalige woningbouw bleef voorlopig nog uit. Het Tongerseplein was aanvankelijk niet meer dan een T-kruising, doordat de aansluiting van de Prins Bisschopsingel met de rest van de singelweg pas omstreeks 1920 werd voltooid.

### Twintigste eeuw
Een belangrijke stimulans voor de ontwikkeling van de Tongerseweg was de komst van de Belgische stoomtrams van de Chemins de Fer Vicinaux. Vanaf 1894 reed een tram vanaf het Koningin Emmaplein via de Hertogsingel, de Elisabeth Strouvenlaan, het Cannerplein en de Cannerweg naar het Belgische Glaaien (Glons). Op de hoek van het Cannerplein en de Tongerseweg was een tramhalte. Een tweede tram reed vanaf 1909 over de Tongerseweg naar Tongeren, met onder andere een halte bij de druk bezochte Algemene Begraafplaats. Deze tram vertrok aanvankelijk vanaf de Onze Lieve Vrouwekade en reed via het Stadspark naar het Tongerseplein, maar in 1916, tijdens de Eerste Wereldoorlog en bij de bouwstart van de Tapijnkazerne, werd de trambrug over de Jeker in het Stadspark op last van het Ministerie van Oorlog gesloopt. Later (vanaf 1924?) vertrok de Tongerse tram vanaf het Koningin Emmaplein en volgde tot aan het Cannerplein dezelfde route als de tram naar Glaaien. Tijdens de Tweede Wereldoorlog werd de dienstregeling van beide lijnen stopgezet en in 1949 trok de Gemeente Maastricht de Belgische tramconcessie in.
Vóór de annexatie van Oud-Vroenhoven door Maastricht (1920) deden zich aan de Tongerseweg nauwelijks 'grootstedelijke' ontwikkelingen voor. Een uitzondering was de vestiging in 1909 van een klooster annex kweekschool voor onderwijzers door de Maastrichtse Broeders van de Onbevlekte Ontvangenis van Maria. De vestiging vond plaats op een terrein aan de zuidzijde van de Tongerseweg, waar klei gewonnen kon worden voor het bakken van de benodigde bakstenen. Na de annexatie kwamen de stedelijke ontwikkelingen in een stroomversnelling. Aan de noordzijde van de Tongerseweg werd de reeds vóór 1920 begonnen arbeiderswijk Blauwdorp uitgebreid. Aan de zuidzijde van de weg verrees in 1921 de Philips tabaks- en sigarenfabriek en in 1933-44 de Sint-Theresiakerk.
De Tweede Wereldoorlog had ook voor de bewoners van de Tongerseweg grote gevolgen. Op 27 november 1941 dropte een vermoedelijk Engelse bommenwerper een zware bom op de aanpalende woonwijk Blauwdorp, met als gevolg een vijfentwintigtal doden en een groot aantal verwoeste huizen. Tegen het einde van de oorlog namen de bombardementen toe. Veel bewoners maakten gebruik van schuilgelegenheden in de kazematten en de kelders van de Philips sigarenfabriek. In de voormalige sigarenfabriek herinnert een plaquette hieraan.
Na de oorlog werden in hoog tempo aan weerszijden van de Tongerseweg nieuwbouwwijken uit de grond gestampt. De voorheen landelijk gelegen kernen Biesland en Wolder werden daardoor steeds meer gewone woonwijken van Maastricht, weliswaar op sommige plaatsen nog met een dorps karakter. In de jaren 1950 en 60 nam het verkeer op de Tongerseweg sterk toe. Nadat België het weggedeelte vanaf de Belgische grens tot Tongeren efficiënter had ingericht, werd vanaf 1968 ook het Nederlandse deel aangepakt. In 1977 werden de Javastraat en de Aramislaan aangesloten op de Tongerseweg, waardoor de nieuwbouwwijken Daalhof en Campagne beter bereikbaar werden. Door de snelle bevolkingsgroei in de naoorlogse periode was er een grote behoefte aan scholen. Tegenover de Sint-Theresiakerk werd een huishoudschool gebouwd. De kweekschool van de Broeders fuseerde in 1973 met de Kweekschool Immaculata aan de Brusselseweg en in het gebouw aan de Tongerseweg werd daarna een 'gewone' middelbare school gevestigd, achtereenvolgens Scholengemeenschap Oud-Vroenhoven (1965-1987), Trichter College (1987-2003) en Bonnefanten College (2003-2015). Toen de bevolkingsgroei aan het einde van de eeuw weer afnam, en er rond de eeuwwisseling zelfs enkele jaren sprake was van bevolkingsdaling, kregen veel verouderde schoolgebouwen een andere bestemming.

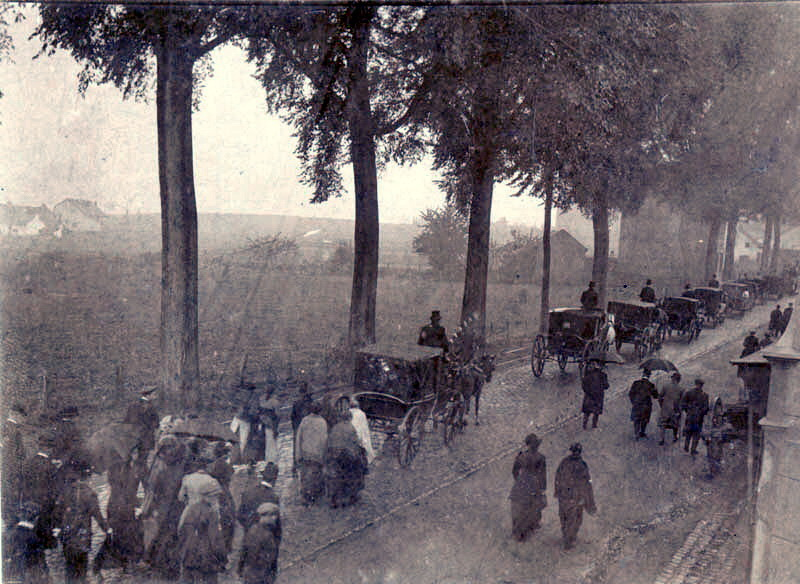
Begrafenisstoet op de Tongerseweg, ca. 1910?
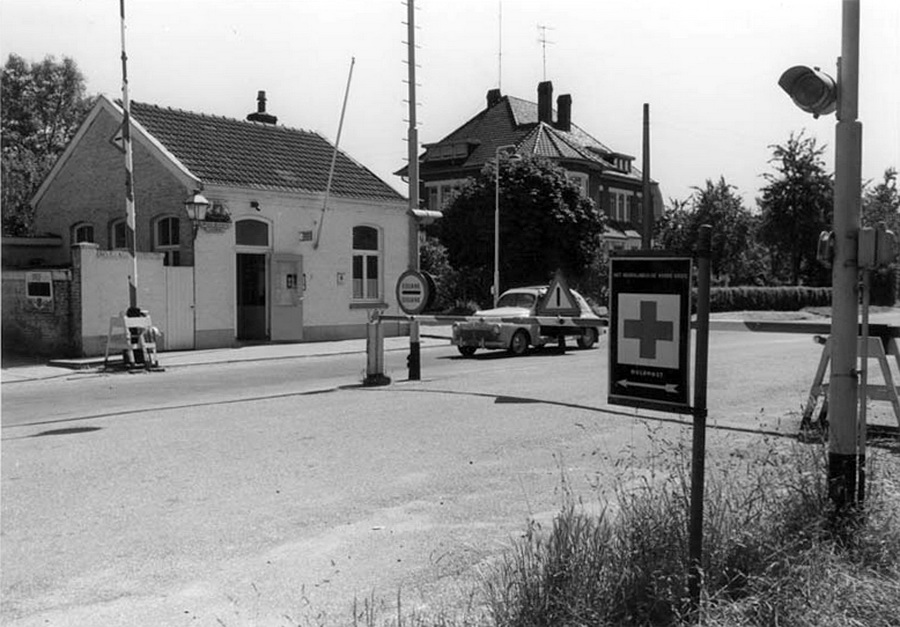
Afgebroken douanekantoor bij de grens met België, 1961
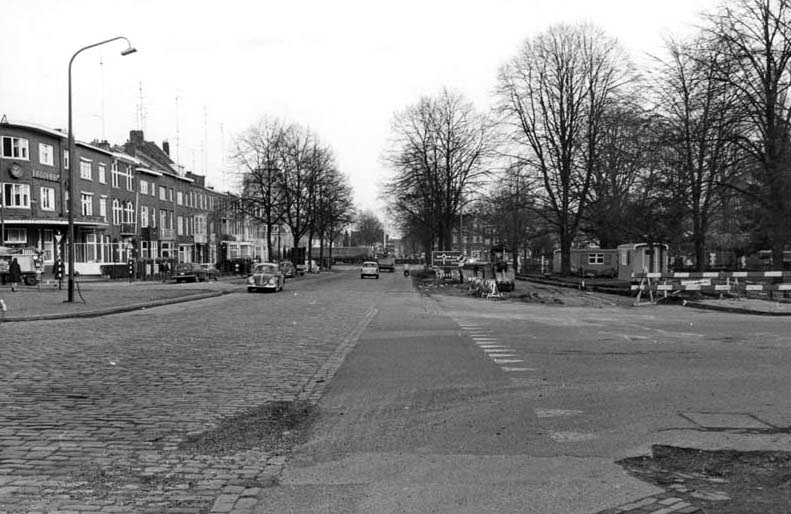
Wegreconstructie nabij het Cannerplein, hier nog met kasseibestrating, 1969
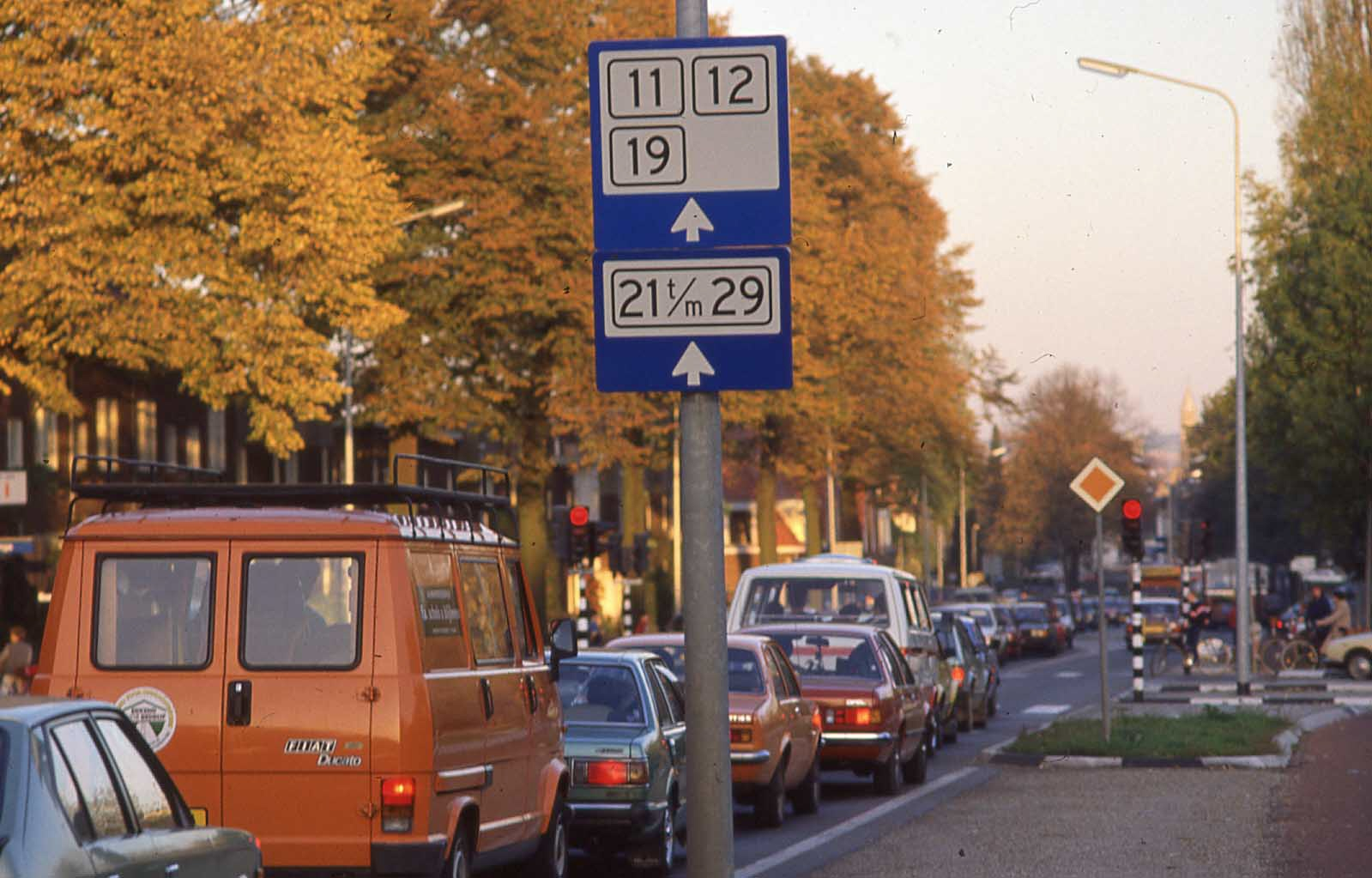
Verkeersdrukte bij het Sint Theresiaplein, jaren 1980

### 21e eeuw

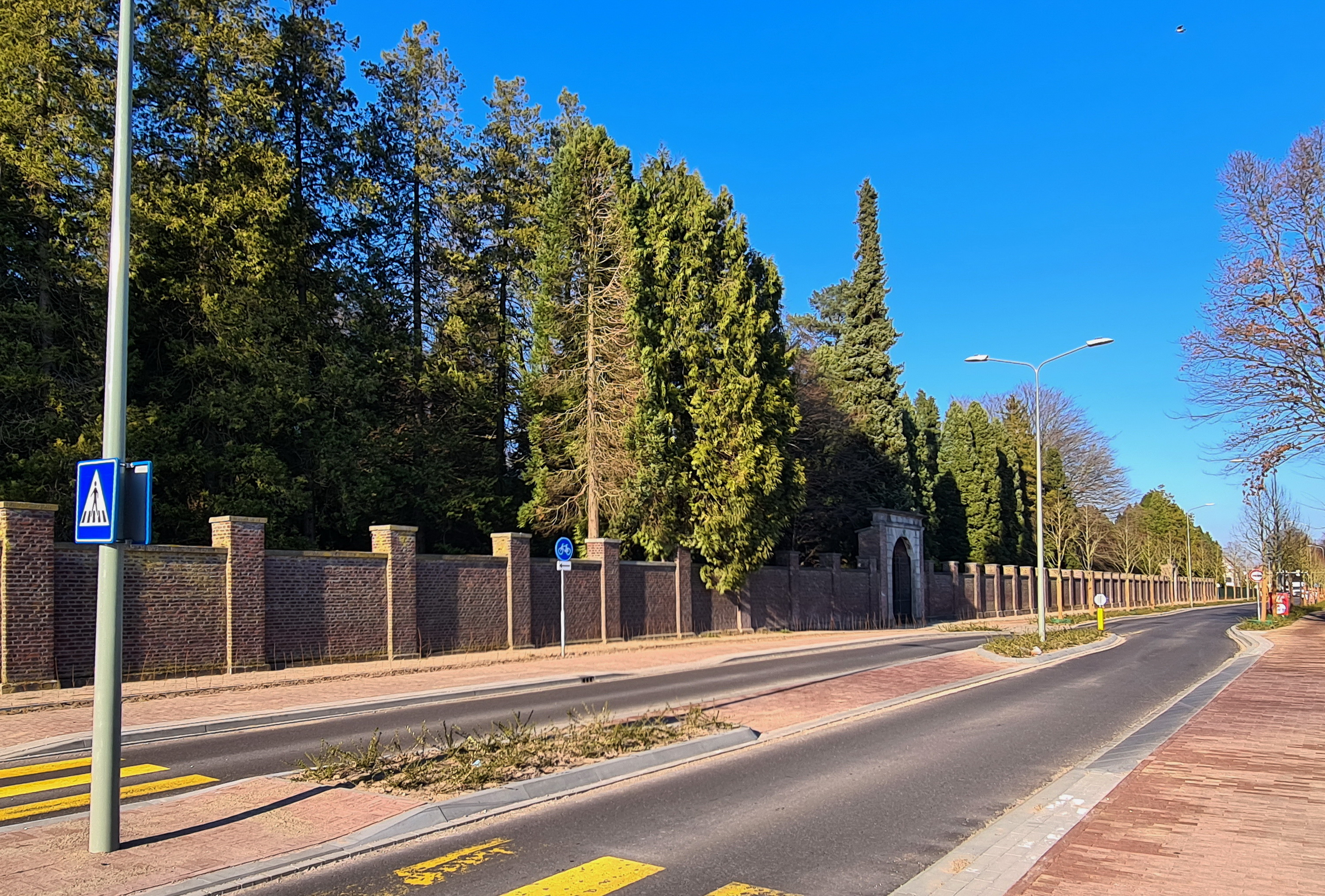
De Tongerseweg in maart 2022, ter hoogte van de begraafplaats, met vernieuwde fietspaden en 'middeneiland', maar nog zonder toplaag. De gerooide bomen langs de kerkhofmuur zijn slechts ten dele vervangen

Begin 21e eeuw gingen er bij bewoners steeds meer stemmen op om het verkeer op de Tongerseweg te beperken, of in elk geval het vrachtverkeer om te leiden, om op die manier de geluidsoverlast en luchtvervuiling terug te dringen en de verkeersveiligheid te verbeteren. Vooral de Vereniging Tongerseweg Veilig zette zich hiervoor in. In 2021-22 werd het westelijk deel van de weg (vanaf het kruispunt Javastraat/Aramislaan), na een intensief participatieproject, voor vijf miljoen euro ingrijpend gereconstrueerd. Delen van de weg waren maandenlang afgesloten voor het wegverkeer. De voor de Tongerseweg zo karakteristieke, negentig jaar oude lindebomen werden gekapt en deels vervangen door jonge bomen. Het weggedeelte werd iets versmald, waardoor er meer ruimte kwam voor vrijliggende fiets- en voetpaden en groenstroken. In een deel van Wolder werd een dertigkilometerzone ingesteld. Door het vernieuwen van het fundament is de weg beter bestand tegen trillingen veroorzaakt door het vrachtverkeer, waardoor de overlast naar verwachting zou afnemen. Metingen in 2022 en 2023 bevestigden dat.
Omstreeks dezelfde tijd werd de Algemene Begraafplaats Tongerseweg gerenoveerd, heringericht en uitgebreid tot aan de Planetenhof, waar twee nieuwe toegangspoorten zijn aangelegd. Verder werden onder andere een strooiveld, een columbarium ("memorial cube") en een herdenkingsbos aangelegd.
Twee grote panden aan de Tongerseweg, de voormalige Sigarenfabriek Philips en de voormalige Kweekschool van de Broeders van de Onbevlekte Ontvangenis, kwamen in 2016 en 2019 in handen van de Belgische vastgoedmaatschappij Xior Student Housing. Ze werden verbouwd tot studentenhuisvesting in het duurdere segment: "Carré Studios" (145 units) en "Bonnefanten" (257 units). In 2021 kreeg ook het voormalige ROZ-gebouw een nieuwe functie: Stichting BOEi verbouwde het tot bedrijfsverzamelgebouw, waarbij de eerste etage bestemd werd voor de lokale zender RTV Maastricht. Daarmee kreeg een deel van het gebouw zijn oorspronkelijke functie terug. De Sint-Theresiakerk wordt anno 2022 verbouwd tot nieuw onderkomen voor de philharmonie zuidnederland. Een deel van het gebouw, waaronder de dagkapel, blijft in gebruik door de Sint-Theresiaparochie.

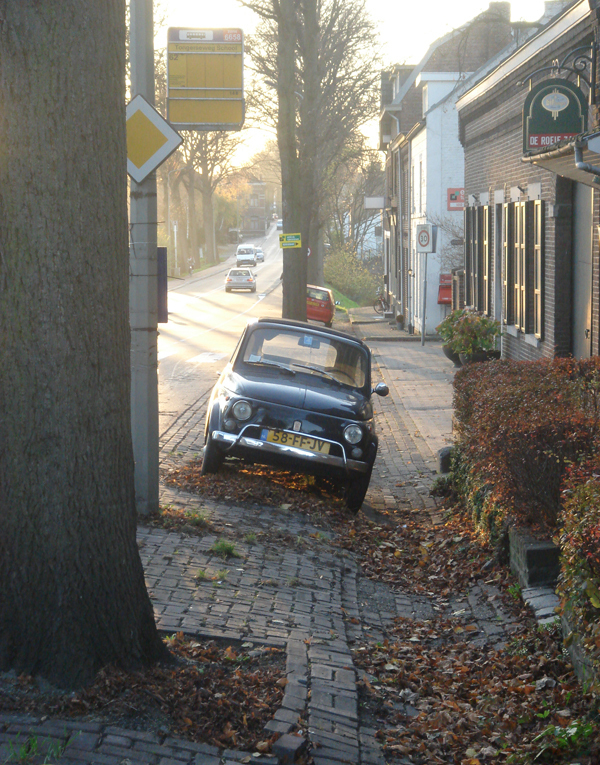
Tongerseweg vóór de reconstructie, 2006
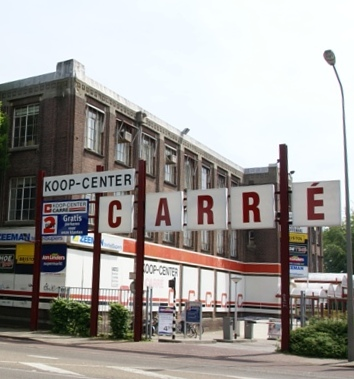
Winkelcentrum Carré, 2011
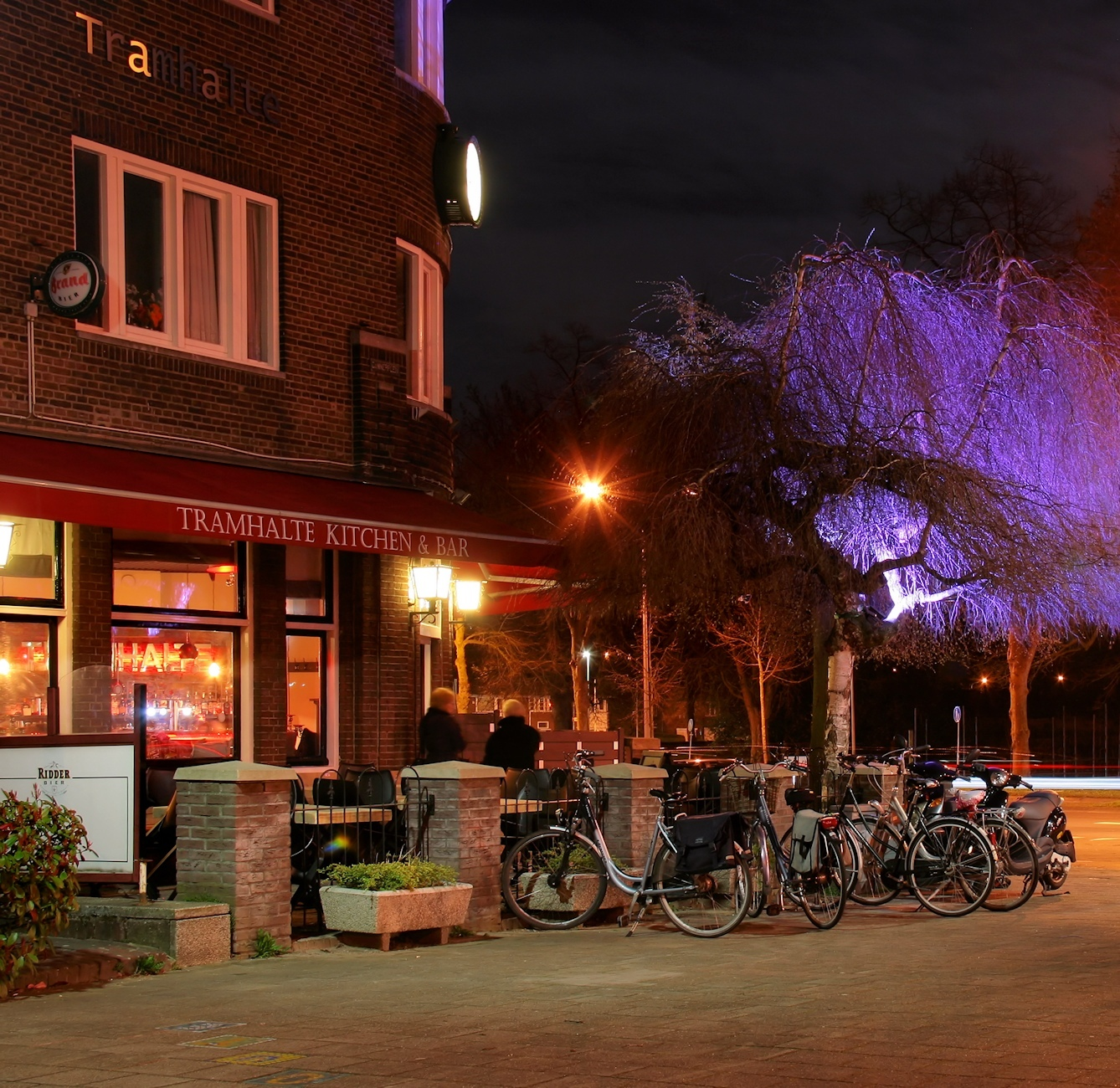
Café-restaurant, hoek Cannerplein, 2015
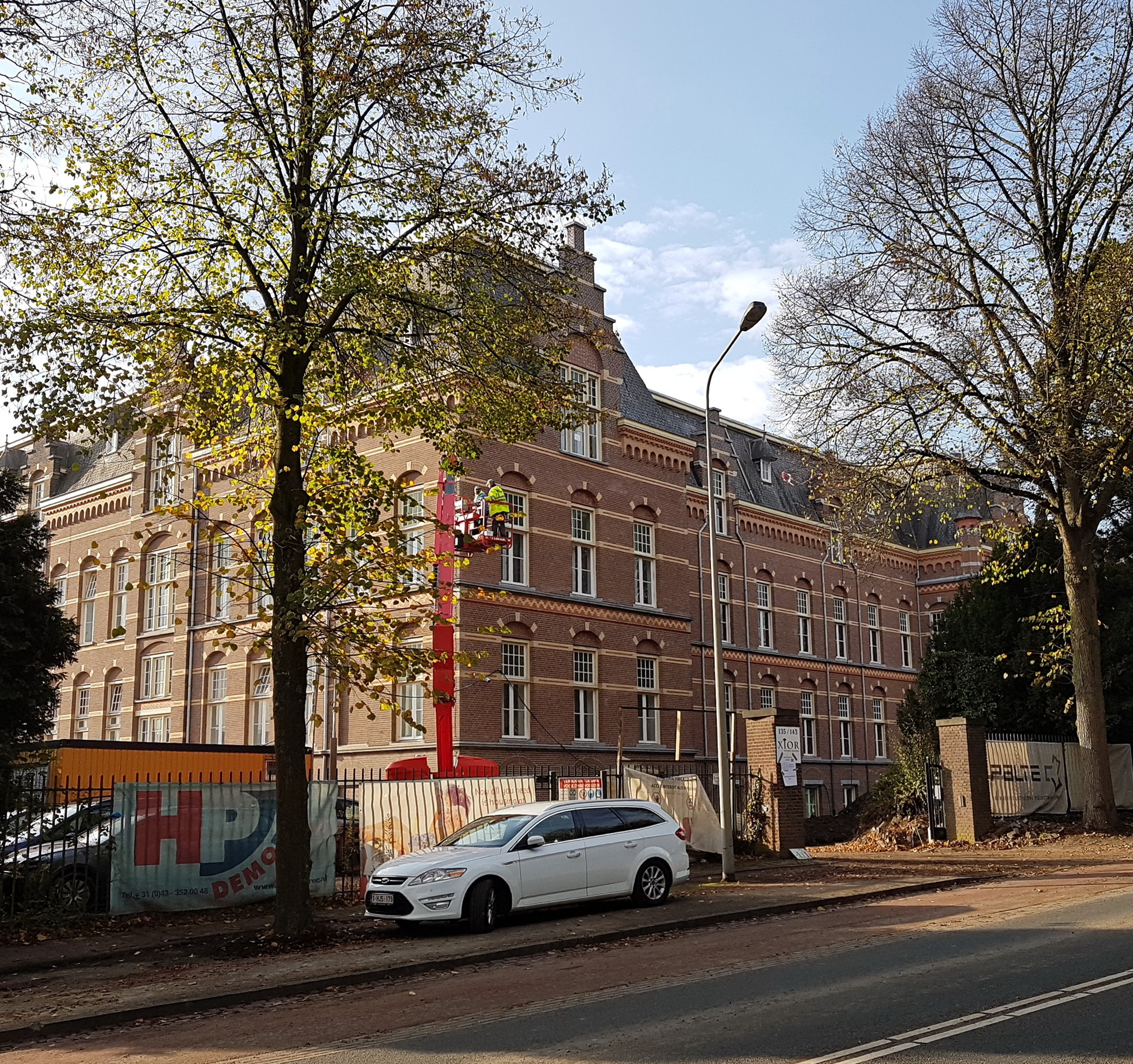
Verbouwing vm. kweekschool tot studentenhuisvesting, 2019

## Architectuur, erfgoed
De bebouwing van de Tongerseweg is zeer gevarieerd en bestaat voor een deel uit vrijstaande en geschakelde woonhuizen, waaronder boerderijen, arbeiderswoningen en herenhuizen. Daarnaast zijn er appartementencomplexen, bedrijfspanden, scholen, kloosters en een kapel te vinden. Aan beide zijden van de straat wisselen bebouwing uit de negentiende en twintigste eeuw elkaar af, met een enkel achttiende-eeuws pand ertussen. De straat telt achttien rijksmonumenten, waarvan elf op de Algemene Begraafplaats Tongerseweg. Daarnaast zijn er 49 gemeentelijke monumenten. In onderstaand overzicht wordt de bebouwing typologisch beschreven met een aparte paragraaf over de rijksgrens.

### Militair erfgoed, vestingwerken
Waar de Tongersestraat overgaat in de Tongerseweg stond ooit de Tongersepoort. Van de middeleeuwse stadspoort met twee voorliggende bruggen over diepe grachten en een buitenwachthuis is niets meer over, maar de aansluitende stadsmuur is aan de zuidzijde wel bewaard gebleven. De muur, hier Jezuïetenwal genoemd, is opgebouwd uit baksteen en Naamse steen met speklagen van mergelsteen. De stadsmuur wordt vanaf de Tongerseweg deels aan het oog onttrokken door een transformatorhuisje.

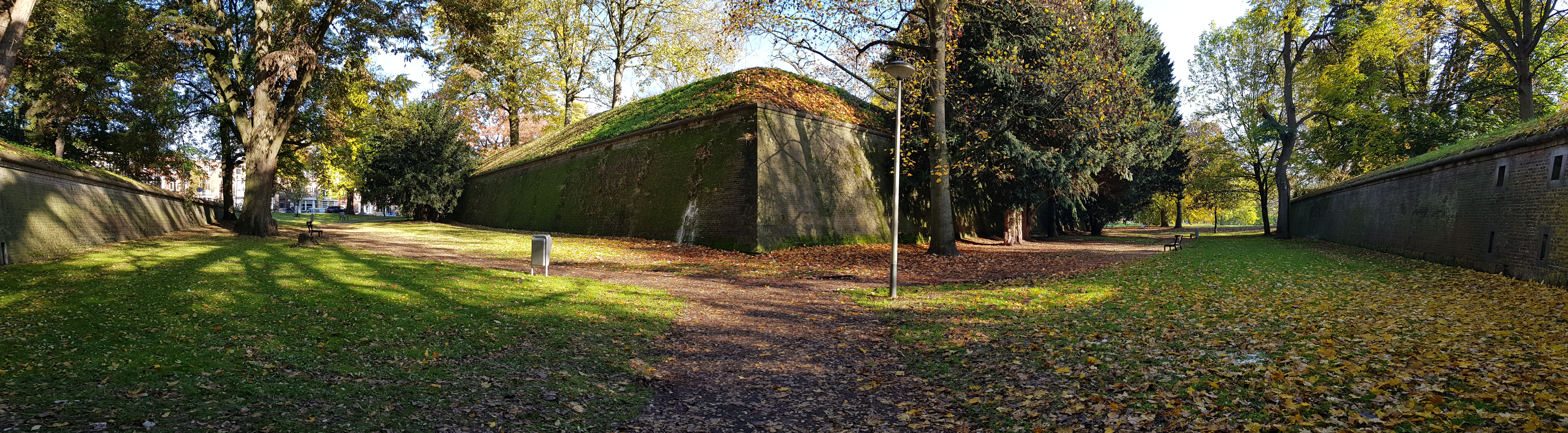
Bastion Waldeck in het Waldeckpark. In het midden het bastion zelf. Aan de zijkanten de caponnières. Daartussen de droge gracht

Ten zuidwesten van het Tongerseplein ligt het Waldeckpark, waarin zich resten van de buitenwerken bevinden. Het bastion Waldeck is nog vrijwel intact. Het bestaat uit een vrijliggend bastion, een droge gracht en een contrescarp. De gemetselde muren zijn van baksteen met lisenen van mergelblokken in kettingverband. Achter de contrescarp ligt een caponnière, een langgerekte, licht gebogen kazemat met schietgaten. De caponnière is door gemetselde gangen verbonden met het ondergrondse mijnenstelsel van Maastricht, meestal aangeduid als "kazematten". Vanuit de caponnière starten rondleidingen door de ondergrondse vestingwerken. De lunet Drenthe is in 1868 grotendeels gesloopt, maar enkele muurrestanten en een deel van de grondwerken zijn nog herkenbaar in het parklandschap op de hoek Tongerseweg-Cannerweg. Hier staan twee gietijzeren kanonnen opgesteld, die beide ongeveer drie meter lang zijn. Het kanon uit 1810 (volgens een inscriptie) werd in 1960 door oudijzerhandelaar en miljonair H.E. Dotremont aan de stad geschonken. Van het andere kanon, dat omstreeks 1980 werd geplaatst, is alleen bekend dat het door de gemeente werd gekocht van Rijkswaterstaat en dat het afkomstig is van de Zeeuwse Deltawerken.
Naast het pand Tongerseweg 270 ligt een kleine, betonnen bunker of kazemat van het type F, informeel 'stekelvarken' genoemd, vanwege de uitstekende haken, waaraan camouflagenetten konden worden bevestigd. De in 1939 door het Nederlandse leger aangelegde bunker heeft een driezijdig afgeschuinde frontzijde met drie schietgaten, waarvan de schootsvelden van negentig graden elkaar overlappen. Aan de achterkant (keelzijde) bevindt zich een lage toegangsdeur. Op nr. 336, ongeveer een kilometer vóór de Nederlands-Belgische grens, ligt de voormalige marechausseekazerne uit 1916, tegenwoordig in gebruik als repetitie- en concertzaal van Harmonie St. Petrus en Paulus uit Wolder. Het gebouw valt op door zijn symmetrische, vijftien vensterassen brede voorgevel, maar heeft geen beschermde status.

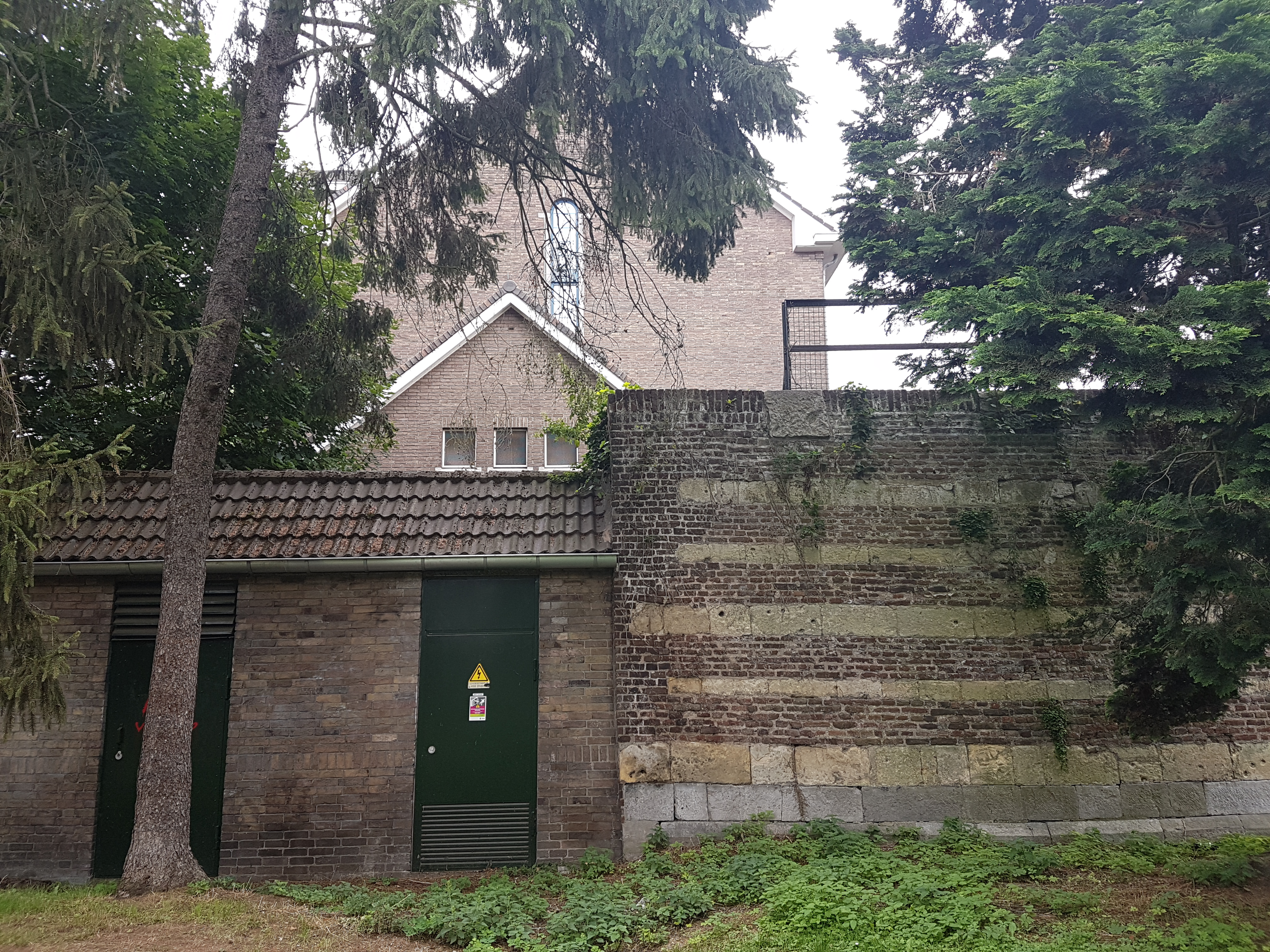
Jezuïetenwal (met transformatorhuisje)
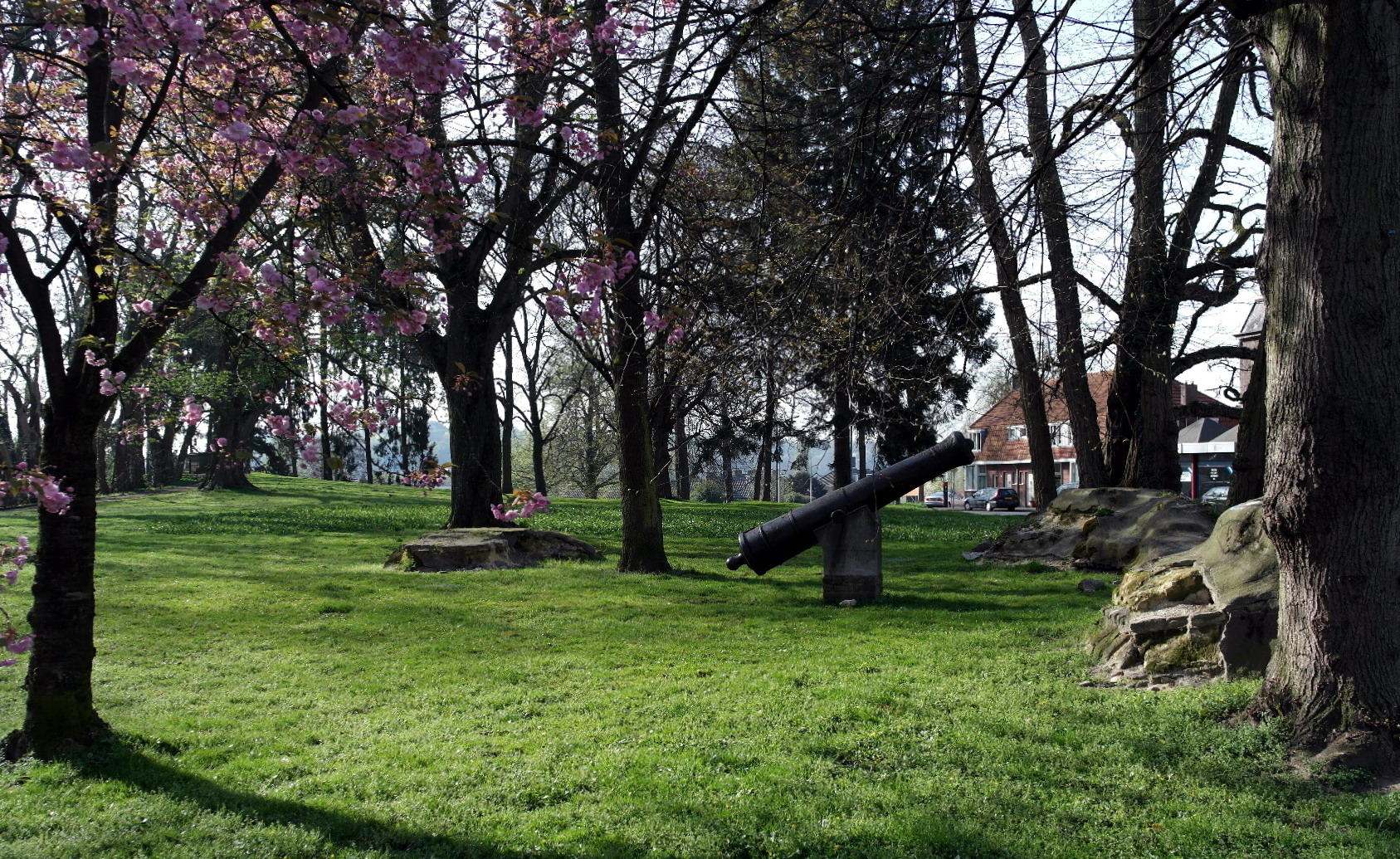
Muurrestanten lunet Drenthe en kanon
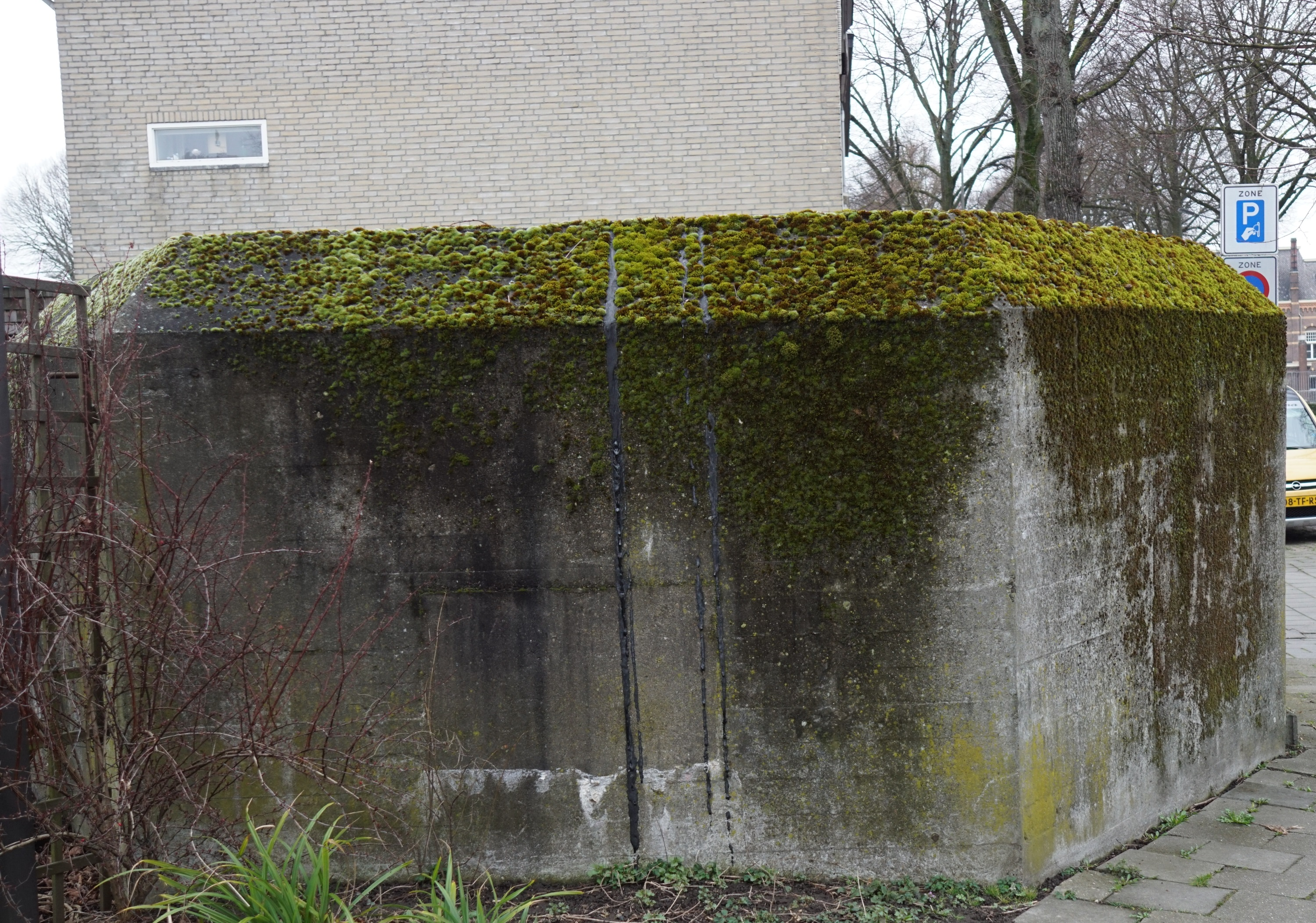
Kazemat bij Tongerseweg 270
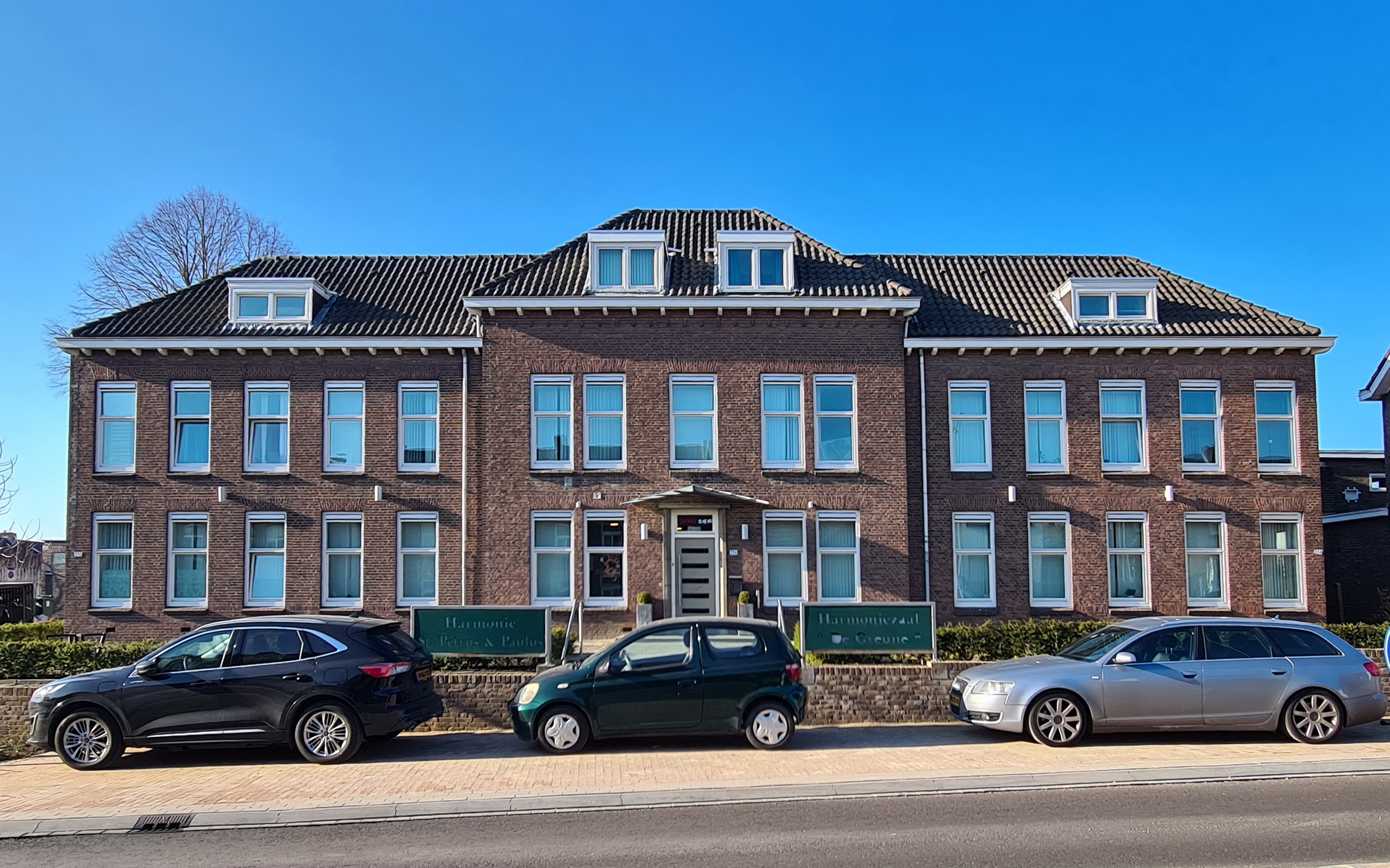
Vm. marechausseekazerne (nr. 336)

### Religieus erfgoed
De Sint-Theresiakerk in Biesland ligt aan het Theresiaplein, maar het open terrein waarop de kerk staat grenst aan de Tongerseweg. De grote, driebeukige kerk is opgetrokken in Kunrader kalksteen en heeft een transept, een vieringstoren, een tweetorenfront en een narthex. De kerk uit 1933-34 van de architecten Josef en Hubert van Groenendael wordt gekenmerkt door een combinatie van neogotische en neoromaanse stijlelementen.
Het voormalige klooster van Wolder (Tongerseweg 402) werd in 1856 gebouwd als een eenvoudige villa van bruine baksteen. De laatste bewoonster liet bij haar dood in 1903 de villa aan de parochie van Wolder na, met de bepaling dat het een religieus huis zou worden. De Zusters van de Voorzienigheid van Ruillé hadden zich in 1902 vanuit Frankrijk in Heer gevestigd (Klooster Opveld) en een jaar later betrokken ze ook het pand aan de Tongerseweg. De Wolderse zusters, nooit meer dan zeven of acht, hielden zich vooral bezig met onderwijs en gezinszorg. Het werd in 2014 verkocht, nadat de laatste zusters een jaar eerder naar Hoeselt waren verhuisd. Bij de verkoop werd bepaald dat het Mariabeeld in de nis in de voorgevel blijft.

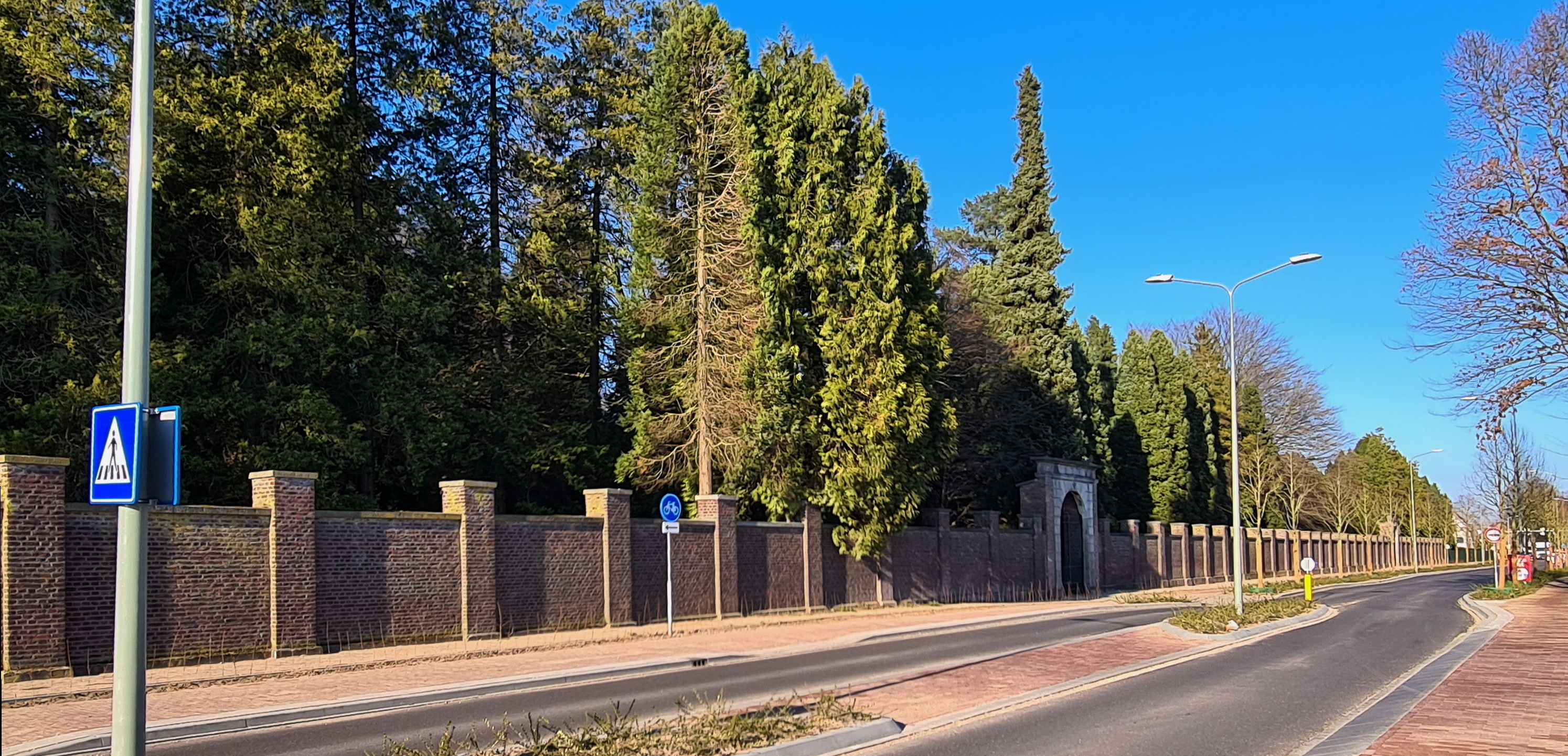
Muur en poorten van de Algemene Begraafplaats Tongerseweg

De Onze-Lieve-Vrouw-van-Fatimakapel in Wolder staat aan de noordzijde van de Tongerseweg, vlak bij de Belgische grens. De kapel werd in 1947 door buurtbewoners gebouwd om onderdak te bieden aan een beeld van Onze-Lieve-Vrouw van Fátima, dat bezig was met een rondreis door Europe en dat op 2 september 1947 aan de grens door het Bisdom Luik werd overgedragen aan het Bisdom Roermond. De eenvoudig vormgegeven kapel is opgetrokken uit mergelsteen en wit geschilderd. In de topgevel is een gevelsteen geplaatst met de tekst: "O.L.V. FATIMA 2*9*1947". De hierboven beschreven kerk, het klooster en de kapel zijn alle gemeentelijke monumenten.
De Algemene Begraafplaats Tongerseweg (1811; waarna diverse keren uitgebreid) stond vanaf het begin open voor alle gezindten. Desalniettemin zijn de meeste grafmonumenten religieus getint, meestal rooms-katholiek. De bakstenen muur en een drietal poorten aan de Tongerseweg vormen een rijksmonument. De voormalige hoofdingang, een neoclassicistisch poortgebouw, dateert uit het begin van de negentiende eeuw en heeft een hardstenen poortomlijsting met een gebeeldhouwde sluitsteen. Twee kleinere poorten en een lijkenschouwhuisje zijn iets later in dezelfde stijl gebouwd. Eveneens dicht bij de Tongerseweg staat de door Johannes Kayser in 1885-90 ontworpen neogotische kerkhofkapel met een grafkelder.
De in het verleden deels als klooster en juvenaat in gebruik zijnde Kweekschool wordt hieronder besproken. De op het terrein gelegen eigen begraafplaats van de Broeders, die nog in gebruik is, is sinds het vertrek van de broeders uit de school in 1994 nog uitsluitend via de ingang aan de Anjoulaan te bereiken.

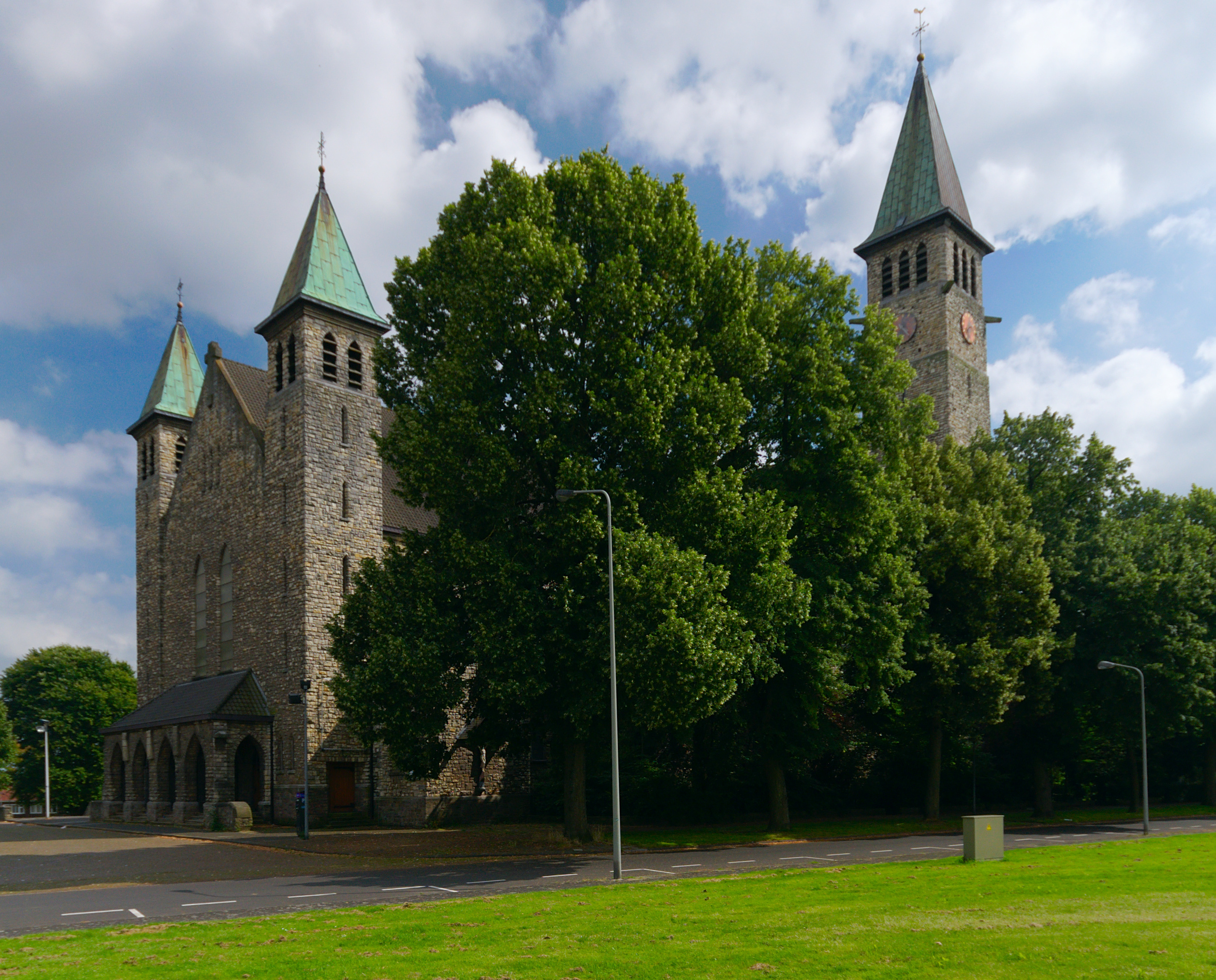
Sint-Theresiakerk, gezien vanaf de Tongerseweg
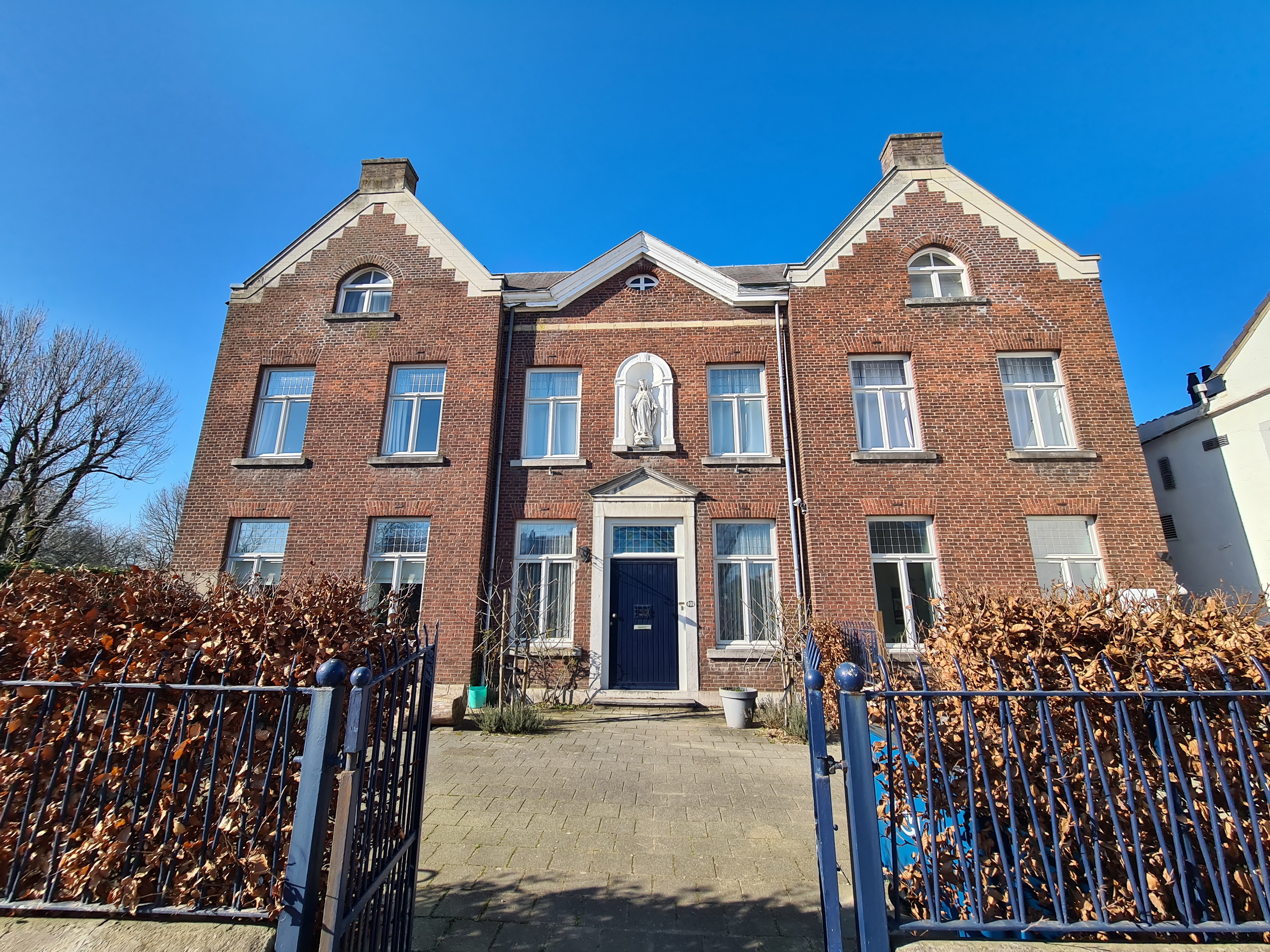
Klooster Zusters van de Voorzienigheid van Ruillé
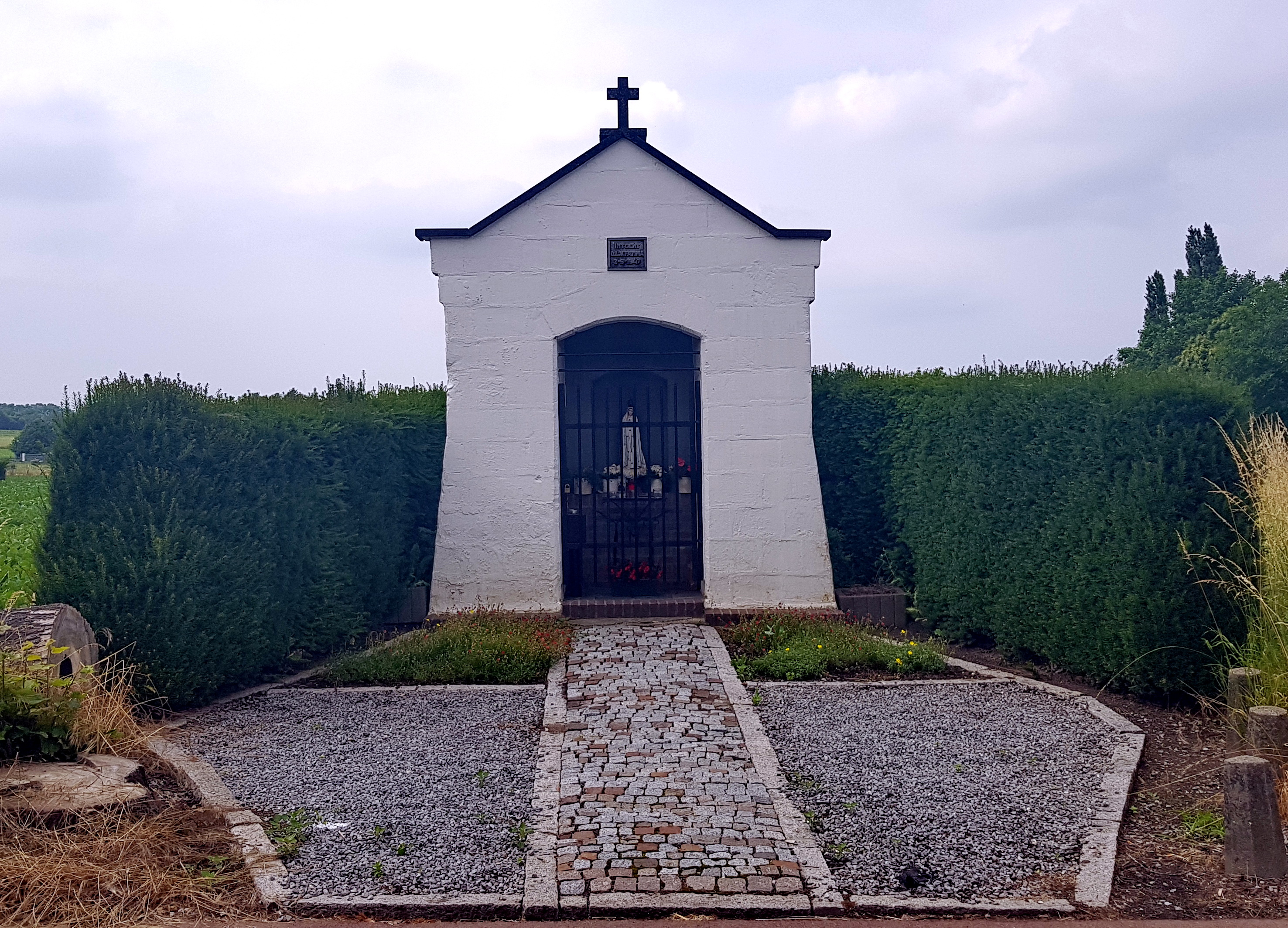
Onze-Lieve-Vrouw-van-Fatimakapel
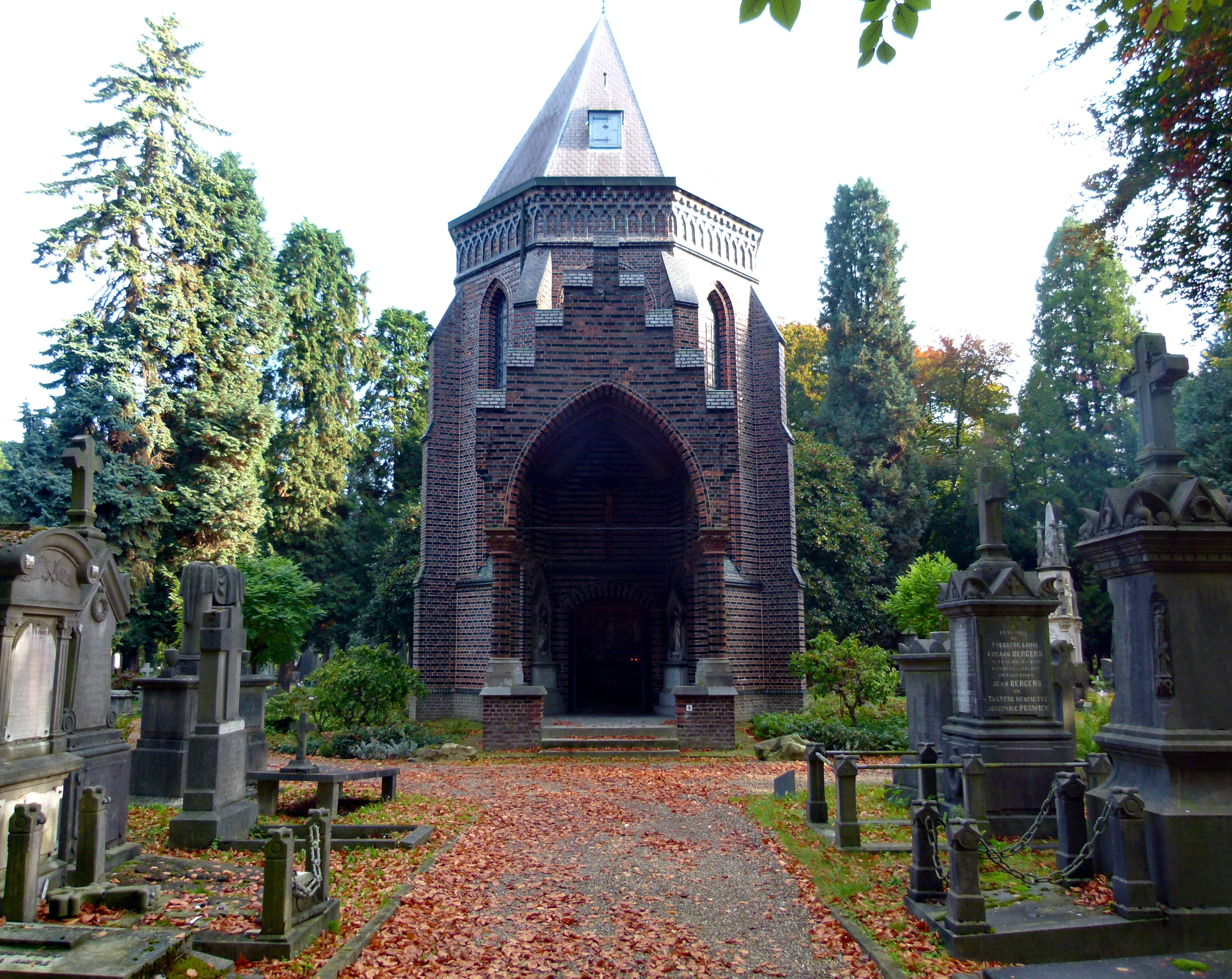
Kapel Algemene Begraafplaats Tongerseweg

### Educatief erfgoed
De voormalige huishoudschool Jekerdal aan het Sint Theresiaplein is een drielaags schoolgebouw dat bestaat uit geschakelde, langgerekte volumes. De meest noordelijke vleugel loopt parallel aan de Tongerseweg. De lange, betonnen gevels zijn wit geschilderd en hebben stalen kozijnen. Ze contrasteren sterk met de kopgevels, die opgebouwd zijn uit natuursteenblokken die in cyclopisch verband gemetseld zijn. Het gebouw van architect H.F.M. van Groenendael uit 1960-61 is een gemeentelijk monument.  De school doet sinds enige jaren dienst als verzamelgebouw van kunstenaarsateliers. In de eenlaagse aanbouw (de gymzaal?) is het repetitielokaal van Fanfare Sint Servatius ingericht.

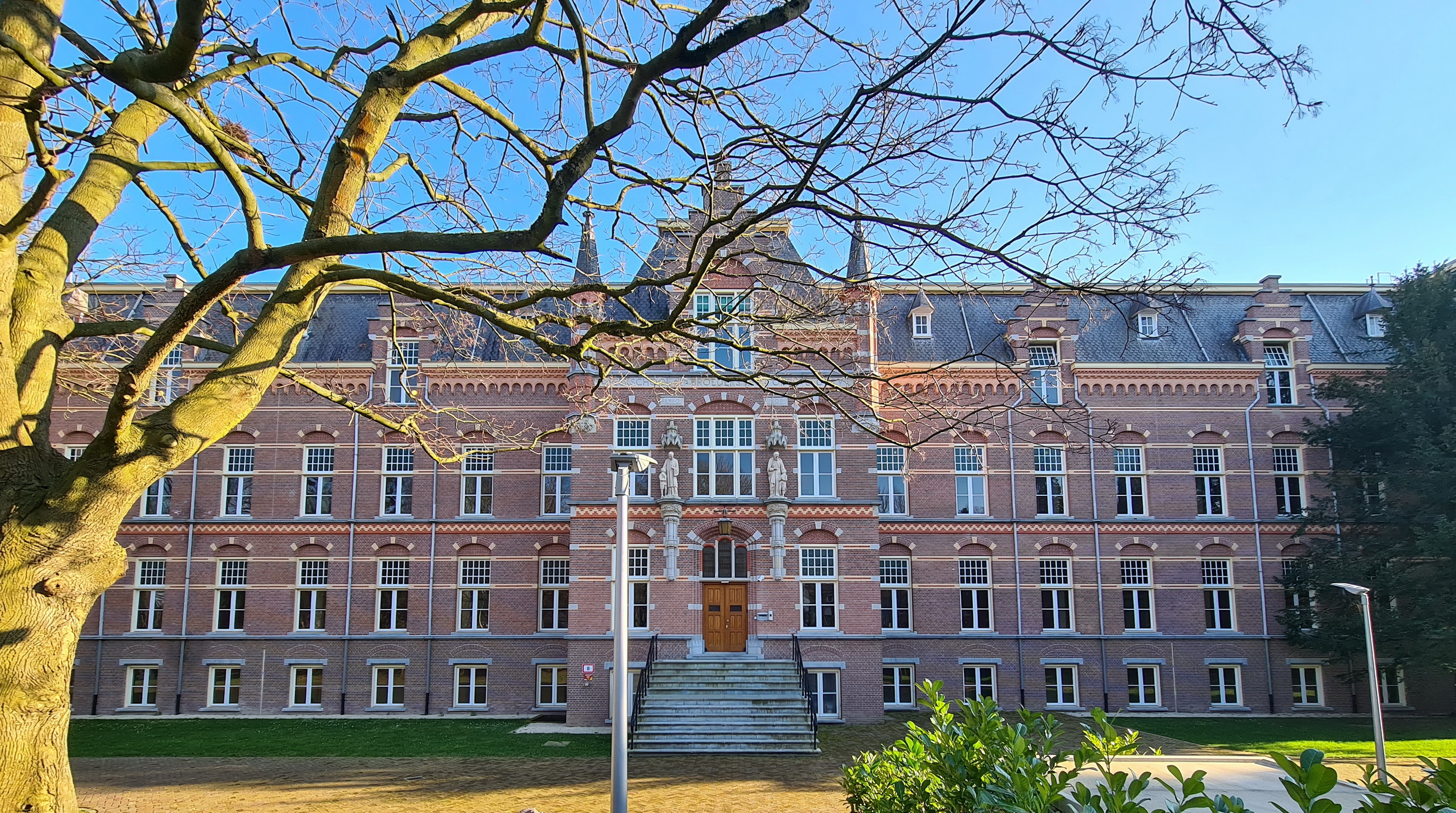
Vm. Kweekschool van de Broeders van de Onbevlekte Ontvangenis (nr. 135)

Voor de Kweekschool van de Broeders van de Onbevlekte Ontvangenis kopieerde architect Lambertus Faber min of meer zijn eigen ontwerp voor de in 1896 gereedgekomen Nieuwe Beyart, het moederhuis van de congregatie aan de Brusselsestraat. Het in 1909 voltooide gebouw is een groot E-vormig complex, waarvan de kapel centraal geplaatst is tussen de twee buitenste vleugels. Het gebouw in neorenaissancestijl heeft een 85 m lange voorgevel aan de Tongerseweg. De levensgrote gevelbeelden van Sint-Aloysius en Sint-Vincentius dateren uit 1913. Alle gevels zijn rijk gedetailleerd met verschillende tinten baksteen in speklagen en met kruisvensters. Een opvallend element zijn de dakkapellen die voorzien zijn van trapgeveltjes. De mansardedaken zijn van boven afgeplat. Kenmerkend is de eigen watertoren, gesitueerd op de zuidoostelijke hoek van het complex. De vakschool op de zuidwestelijke hoek is ontworpen door Alphons Boosten in 1936-37.
De voormalige jongensschool van Wolder (nr. 342) is een eenlaags, langgerekt bouwwerk dat bestaat uit twaalf vensterassen onder een schilddak met daarin driehoekige dakramen. Het aan de voorzijde gelegen schoolplein is omgeven door een ijzeren hekwerk op een gemetseld muurtje. Het pand doet sinds 1979 dienst als scoutinggebouw. De voormalige bewaarschool (of meisjesschool?) van Wolder (nr. 345b) dateert uit 1905. Het is een eenlaags gebouw onder een zadeldak, dat dwarsgeplaatst is op de Tongerseweg. De bruine baksteengevels zijn versierd met banden van gele baksteen. De topgevel aan de straatzijde heeft gemetselde hoeklisenen, die in de top overgaan in een klimmend rondboogfries. In de lange gevel is een hardstenen gevelsteen geplaatst met de datum "22-7-1905". Beide schoolgebouwen zijn gemeentelijke monumenten.
Het patronaatsgebouw van Wolder, tegenwoordig parochie-/gemeenschapshuis, had ooit een belangrijke functie bij de religieuze opvoeding van de jeugd. Het betreft een eenvoudig bakstenen gebouw uit circa 1915. De symmetrische voorgevel wordt gedomineerd door een rondbogige entree. Daarboven bevindt zich een gemetselde nis, waarin een niet-oorspronkelijk beeldje van Venus is geplaatst. Achter het hoofdvolume aan de Tongerseweg 335 bevindt zich een dwarsgeplaatst volume, dat als feestzaal dient.

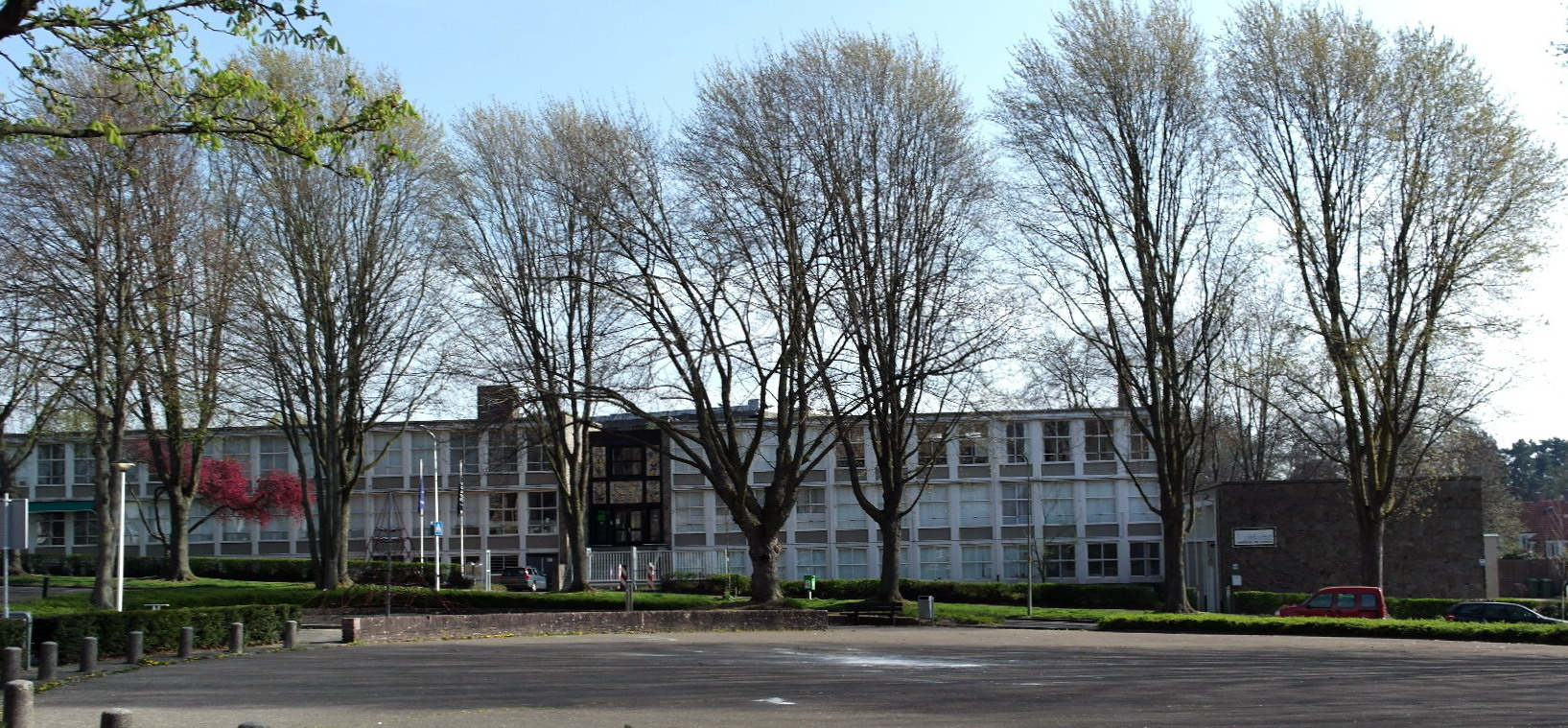
Vm. huishoudschool Jekerdal
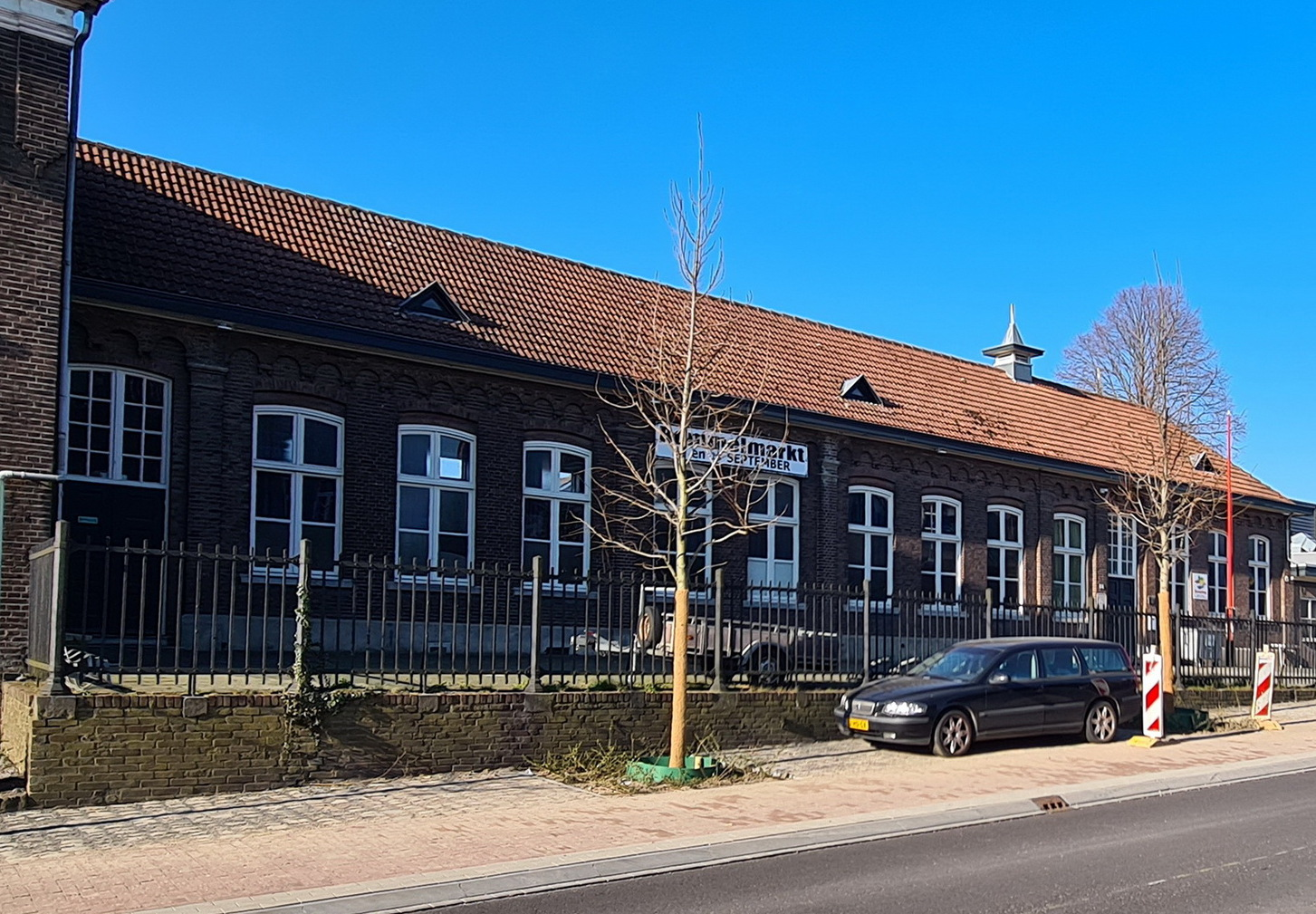
Vm. jongensschool Wolder
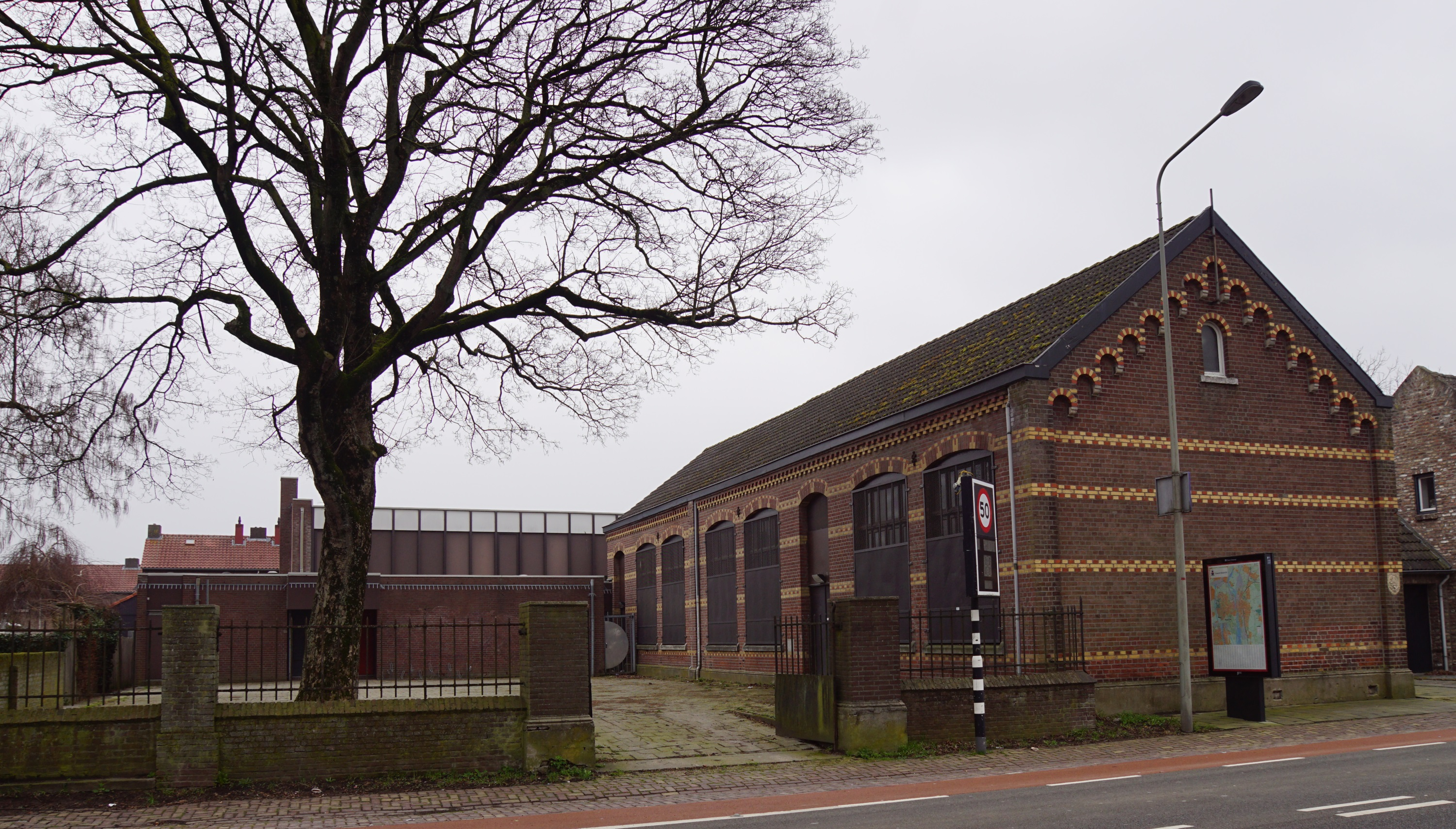
Vm. bewaarschool Wolder
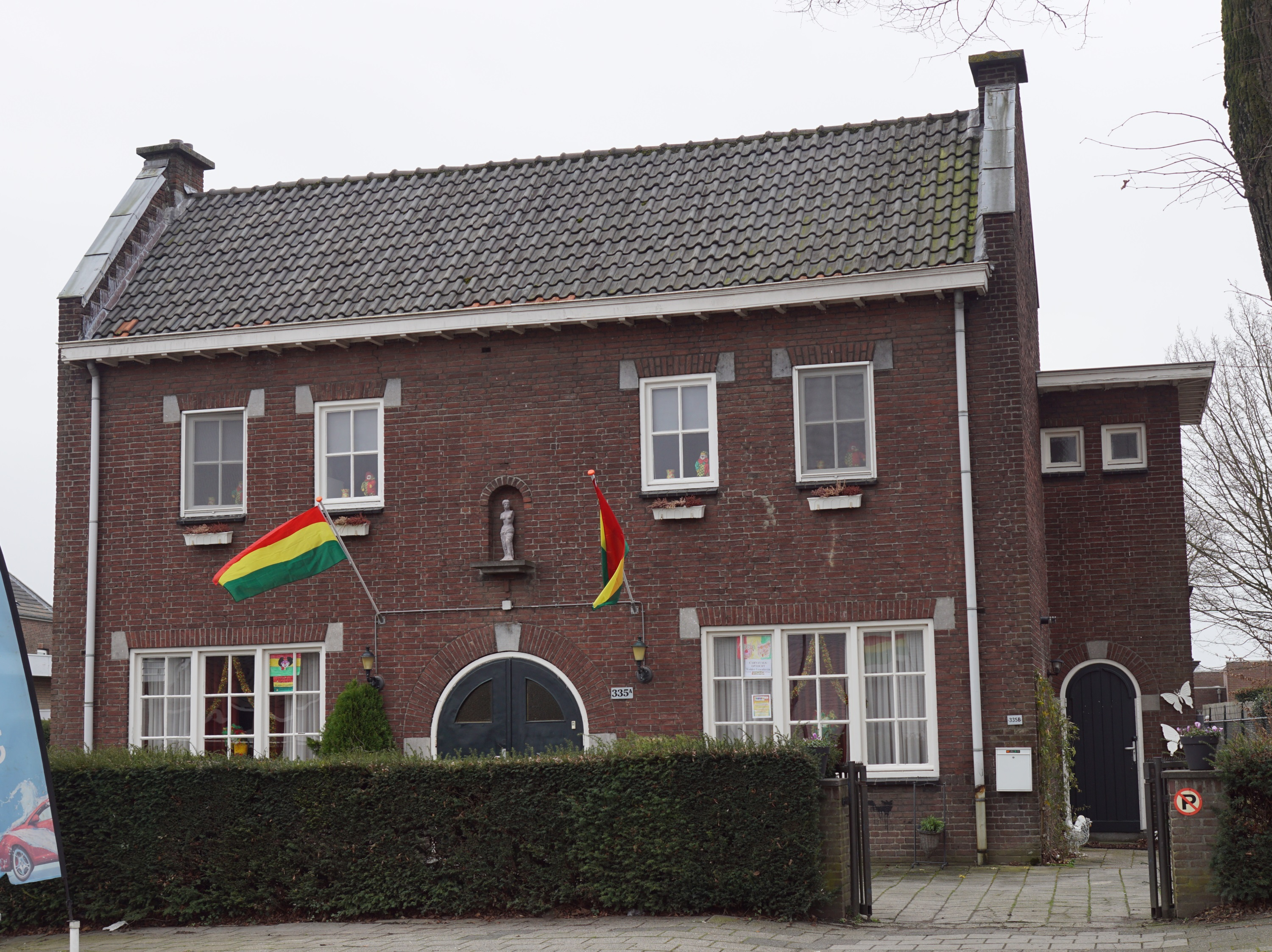
Vm. patronaatsgebouw, Wolder

### Bedrijfspanden, bestuursgebouwen
De tabaksfabriek van de gebroeders Philips was oorspronkelijk gevestigd in de Wolfstraat. In 1921 verhuisde het bedrijf naar een groot fabriekspand aan de Tongerseweg 57, dat door de Hilversumse architect Jack London was ontworpen in een met de art deco verwante stijl. In 1930 had het bedrijf 557 werknemers in dienst. Er werden vooral sigaren geproduceerd, onder andere Martinez, naast rooktabak (shag) en pruimtabak, die laatste vooral populair bij mijnwerkers. In het pand is al vele jaren winkelcentrum Carré gevestigd met onder andere een supermarkt. Op de bovenverdiepingen wonen sinds 2016 studenten. Het uiterlijk van het gebouw, met gemetselde lisenen, betonnen dakranden versierd met een blokmotief, betonnen waterspuwers en stalen vensters met roedenverdeling, is weinig veranderd. Op het binnenterrein staat de hoge fabrieksschoorsteen. Links staat op de hoek van de Tongerseweg en de Cannerweg een garage met (directeurs)woning van dezelfde architect.
Het ROZ-gebouw werd in 1977-79 gebouwd voor de Regionale Omroep Zuid, naar een ontwerp van architectenbureau Satijn. Van 2006 tot 2012 was het poppodium Muziekgieterij in het pand gevestigd. Het gebouw staat in een parkachtige tuin tussen de Tongerseweg en de Bankastraat en wordt om die reden ook wel aangeduid als Bankastudio's. De oorspronkelijke aluminium beplating geeft het gebouw een moderne uitstraling. Opvallend is de afronding van de hoeken.
Het voormalig gemeentehuis van Oud-Vroenhoven (Tongerseweg 344) is een symmetrisch gebouw van twee bouwlagen onder een zadeldak met een centraal geplaatst fronton, waarin een oculusvenster is aangebracht. De bovenlichten van de vensters hebben glas-in-loodramen. Tot de bouw van de nieuwe marechausseekazerne in 1916 (zie hierboven) bood het raadhuis tevens onderdak aan de marechaussee, die onder andere een taak had bij de grensbewaking.

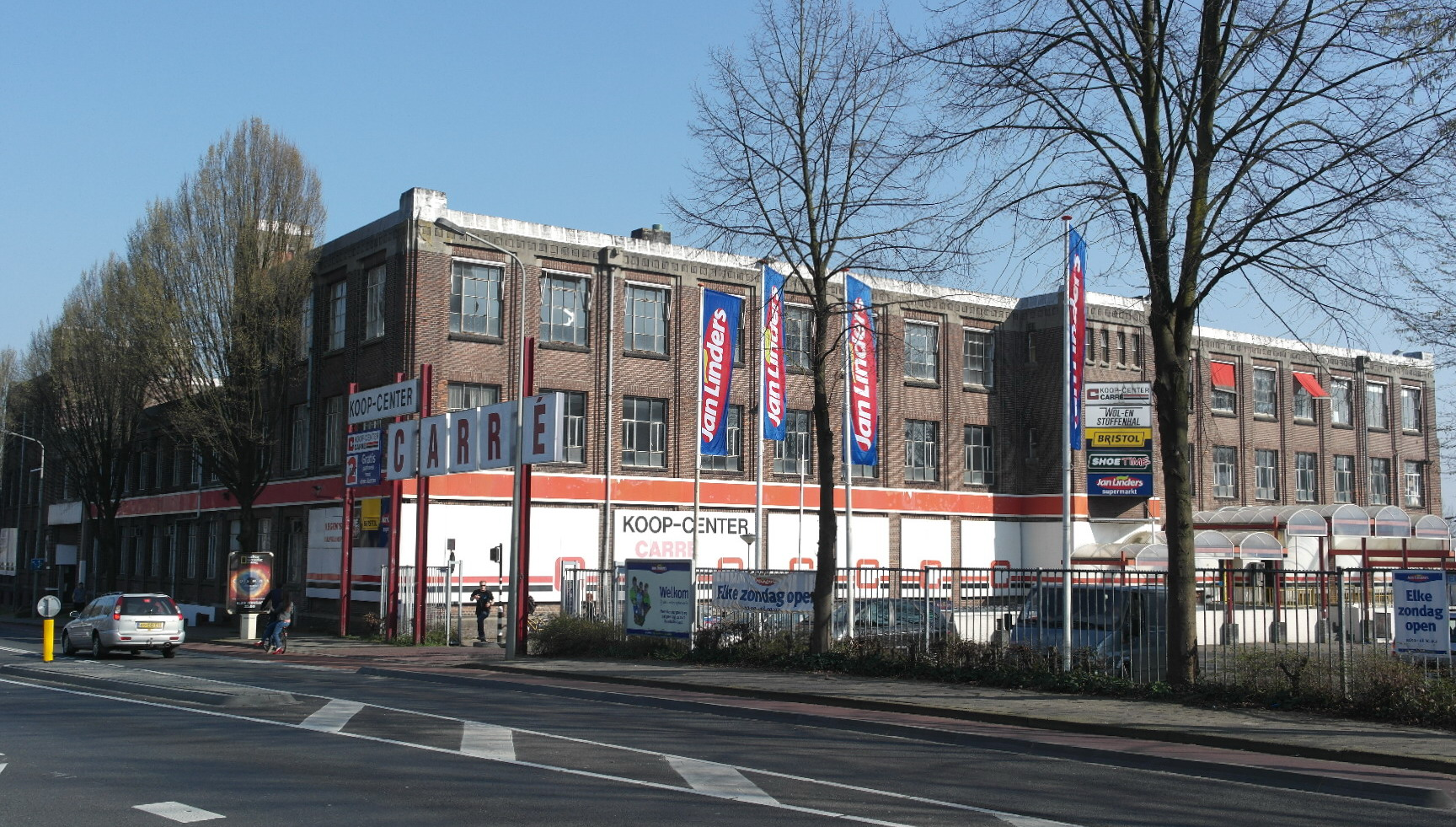
Vm. Philips Tabaksfabriek
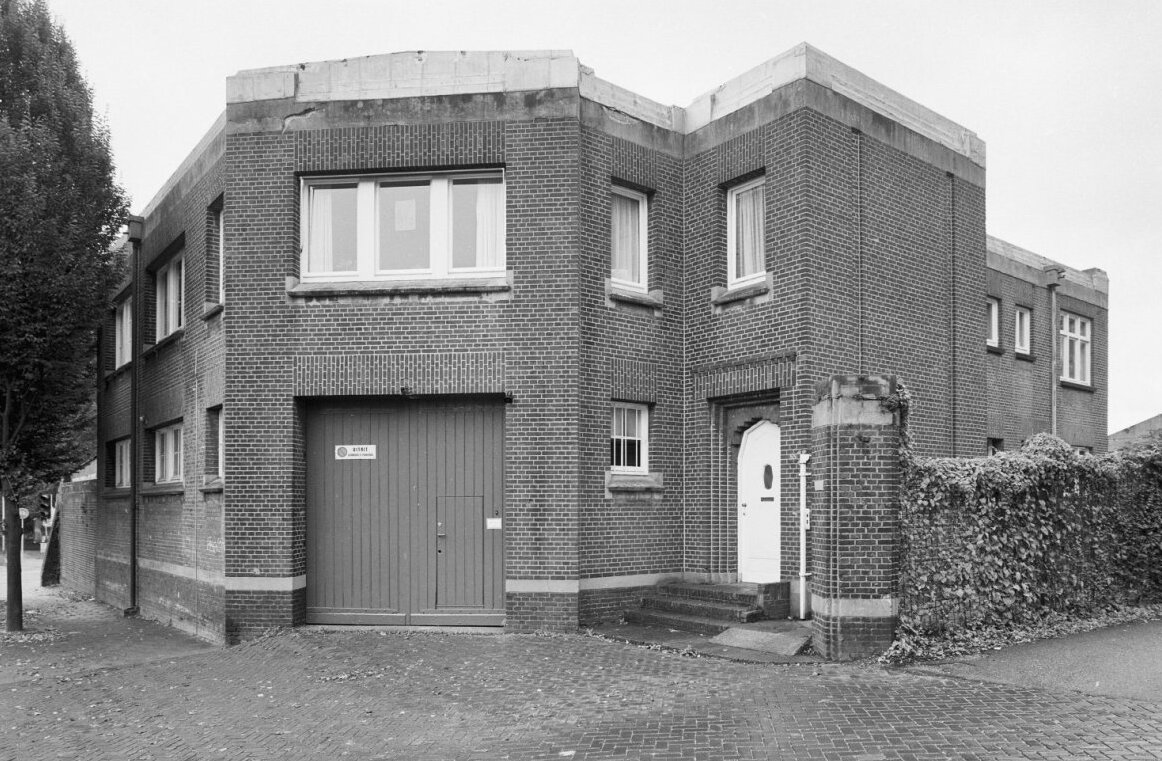
Vm. directeurswoning Philips
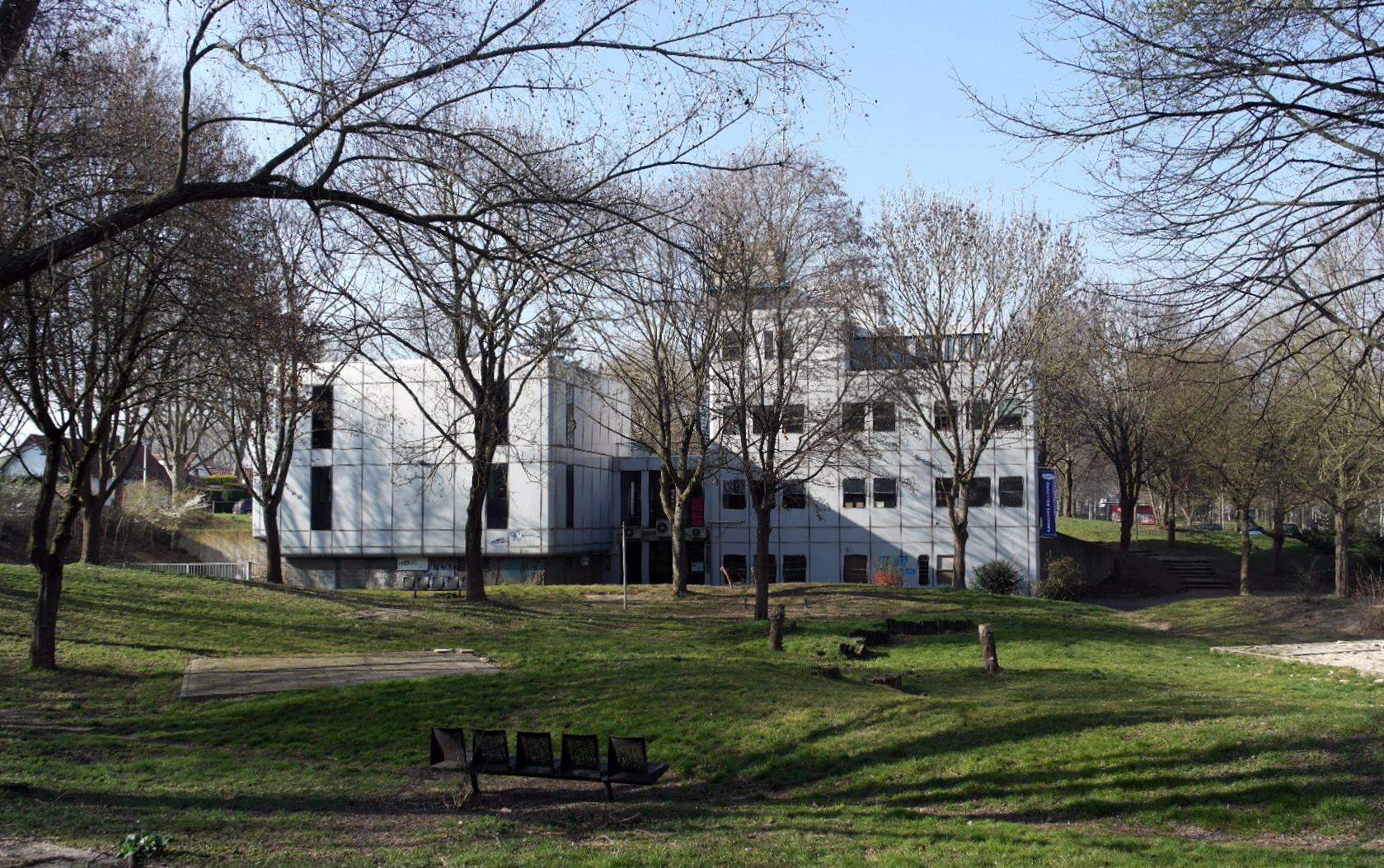
Vm. ROZ-studio's
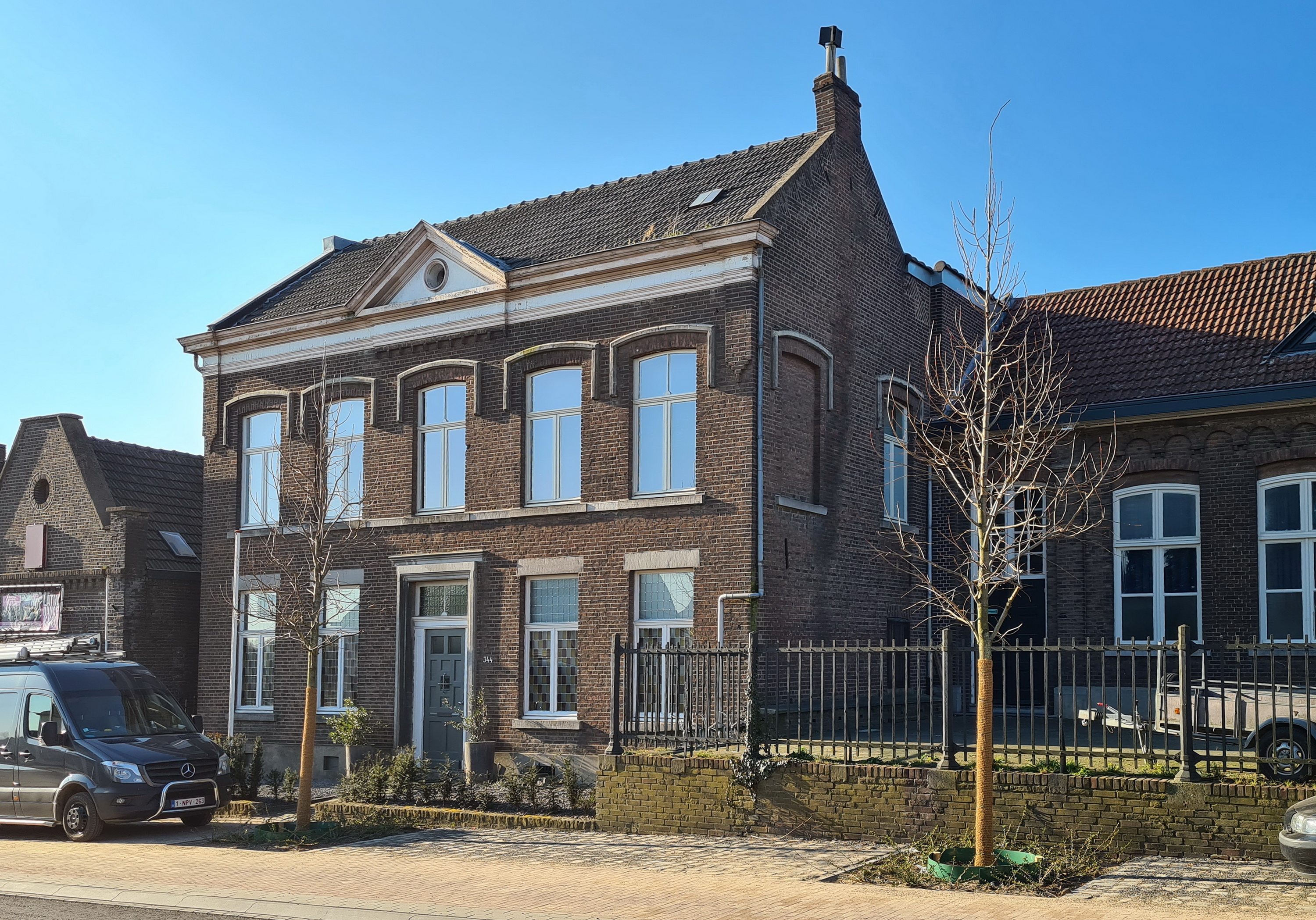
Vm. raadhuis Oud-Vroenhoven

### Woningbouwcomplexen, appartementengebouwen
Aan het begin van de Tongerseweg – nog in het stadscentrum – liggen twee grotere woningcomplexen uit het begin van de twintigste eeuw. Het pand op de hoek van het Aldenhofpark dateert uit 1915. Het bestond aanvankelijk uit drie herenhuizen, waarvan een deel later is opgesplitst in appartementen. De eclectische gevels zijn opgetrokken in rode en gele baksteen boven een plint van ruwe blokken grijze natuursteen. De topgevels en verbindende kroonlijsten zijn opgebouwd als stijl- en regelwerk in chaletstijl. Öp de afgeschuinde hoek bevinden zich twee erkers, waarvan de bovenste inpandig is en de overgang vormt naar het stijl- en regelwerk. Naast de hoek is een kleurrijk mozaïek van H. Meertens aangebracht, met een afbeelding van D'Artagnan, die in 1673 in deze omgeving sneuvelde. Een tweede wooncomplex uit dezelfde periode ligt op de hoek van het Tongerseplein. Het betreft een voormalige zuivelfabriek uit 1909, die in 1916 en 1931 werd omgebouwd tot vier of vijf woonhuizen (Tongerseweg 21-23-25 en Tongerseplein 19-20). De bruine baksteengevels zijn verlevendigd met siermetselwerk en geglazuurde baksteen boven de deuren en vensters.
Tongerseweg 64-82 zijn tien arbeiderswoningen, die behoren tot een complex van 83, oorspronkelijk 143 woningen, het eerste bouwproject van de socialistische woningbouwvereniging Beter Wonen. De huizen zijn gebouwd in expressionistische trant, met een zekere verwantschap met de Amsterdamse School (Z. Gulden en M. Geldmaker, 1918). Opvallend zijn de laag aangezette daken, afgewisseld met hoge topgevels. Het iets verderop gelegen complex (Tongerseweg 84-108) bestaat uit dertien geschakelde woningen in expressionistische stijl met in de decoratie invloeden van de art deco (Jack London, 1922). De gevels van enkele woningen zijn iets hoger opgetrokken en aan de bovenzijde gepleisterd. De entrees worden geaccentueerd door aan weerszijden van de voordeur geplaatste bakstenen kolommen met kunststenen afdekking. Aan de Guineastraat 1-15 en Bankastraat 5-13 ligt een complex geschakelde woningen van architect Harry Koene uit 1948. Het complex refereert met zijn speklagen van rode baksteen en gele kunststeen aan de Maaslandse renaissancestijl. De woningen aan de Guineastraat liggen met hun rug naar de Tongerseweg, maar de architectuur is ook aan die kant de moeite waard. Guineastraat 11-15 zijn drie appartementen, die zijn ondergebracht in een dwars geplaatst bouwvolume met een torenachtig trappenhuis.
Het appartementengebouw Sauterneslaan is een complex met 196 flatwoningen uit 1977-79, gelegen aan de zuidzijde van de Tongerseweg, tegenover de begraafplaats. Het gebouw is afgescheiden van de weg door een dichte haag van bomen en struiken. Het complex bestaat uit drie gebouwen, die elk zijn samengesteld uit meerdere bouwvolumes, die ten opzichte van elkaar verspringen en tevens in hoogte variëren (4-6 bouwlagen plus kapverdieping). De gevels zijn bekleed met rode baksteen en elk bouwdeel is voorzien van een lessenaarsdak.
Twee dominante panden, de voormalige Sigarenfabriek Philips en de voormalige Kweekschool van de Broeders, kregen begin 21e eeuw de bestemming studentenhuisvesting, met in totaal vierhonderd units. Ze worden elders beschreven.

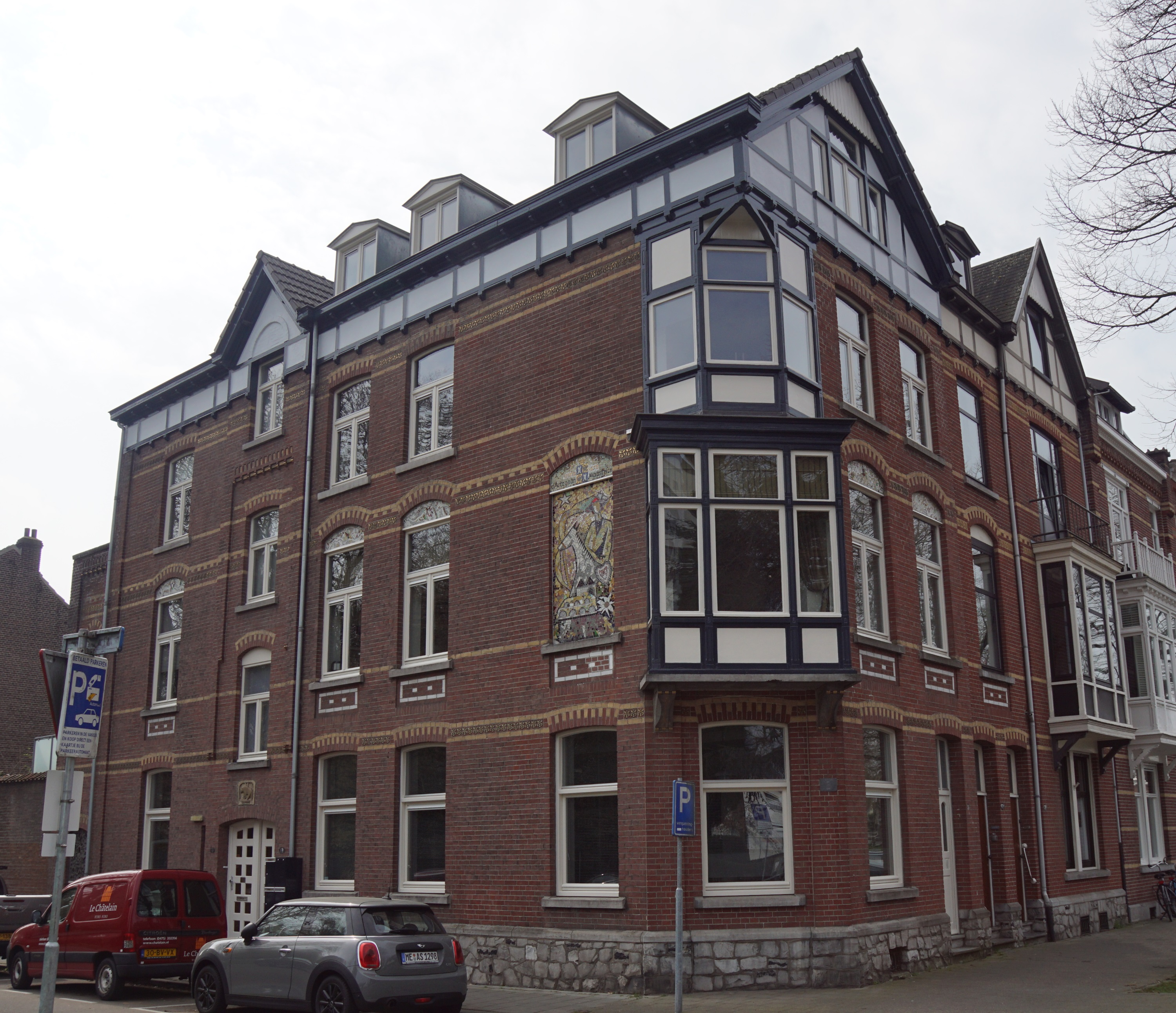
Aldenhofpark 1 en Tongerseweg 7a-b
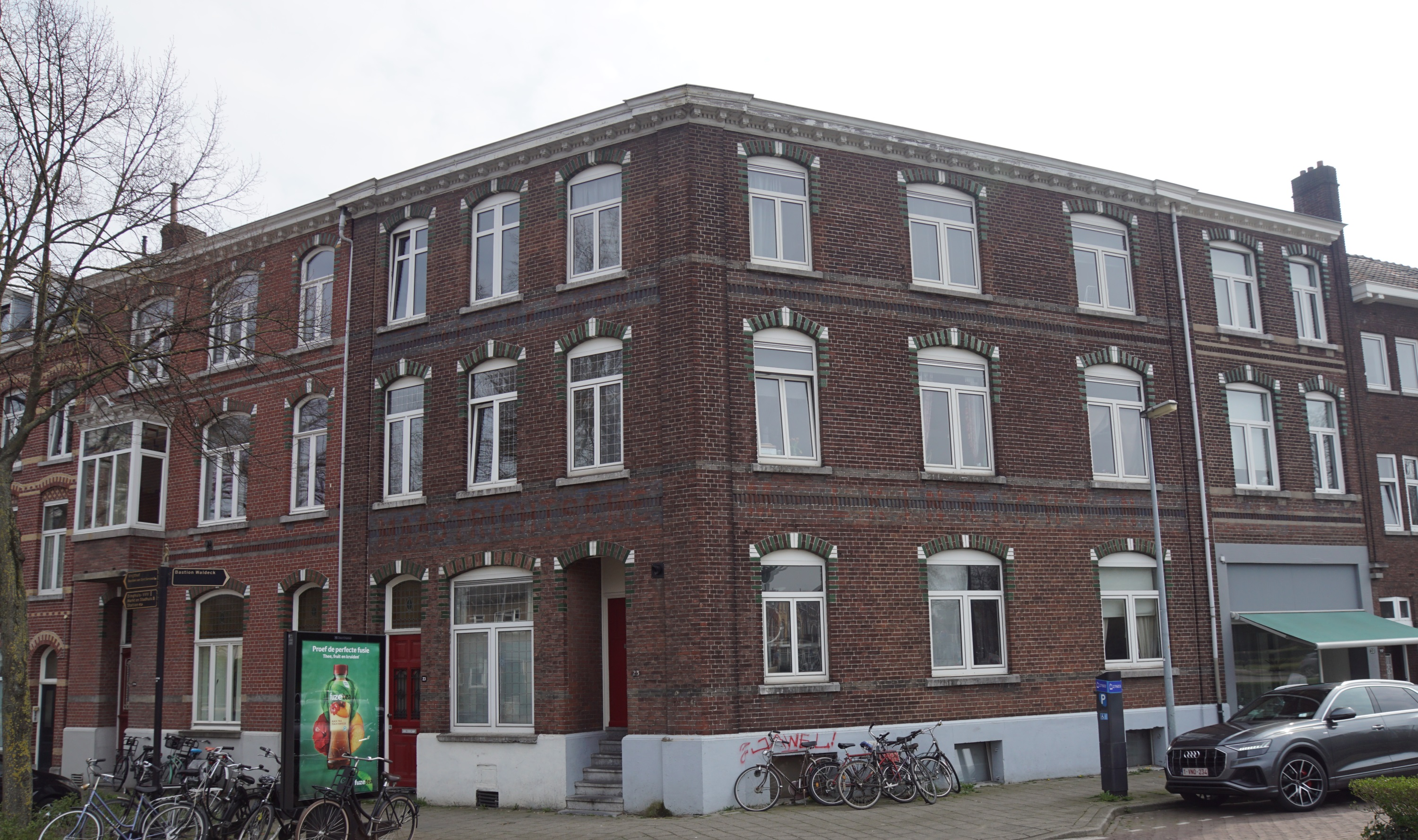
Tongerseweg 21-23-25 en Tongerseplein 19-20
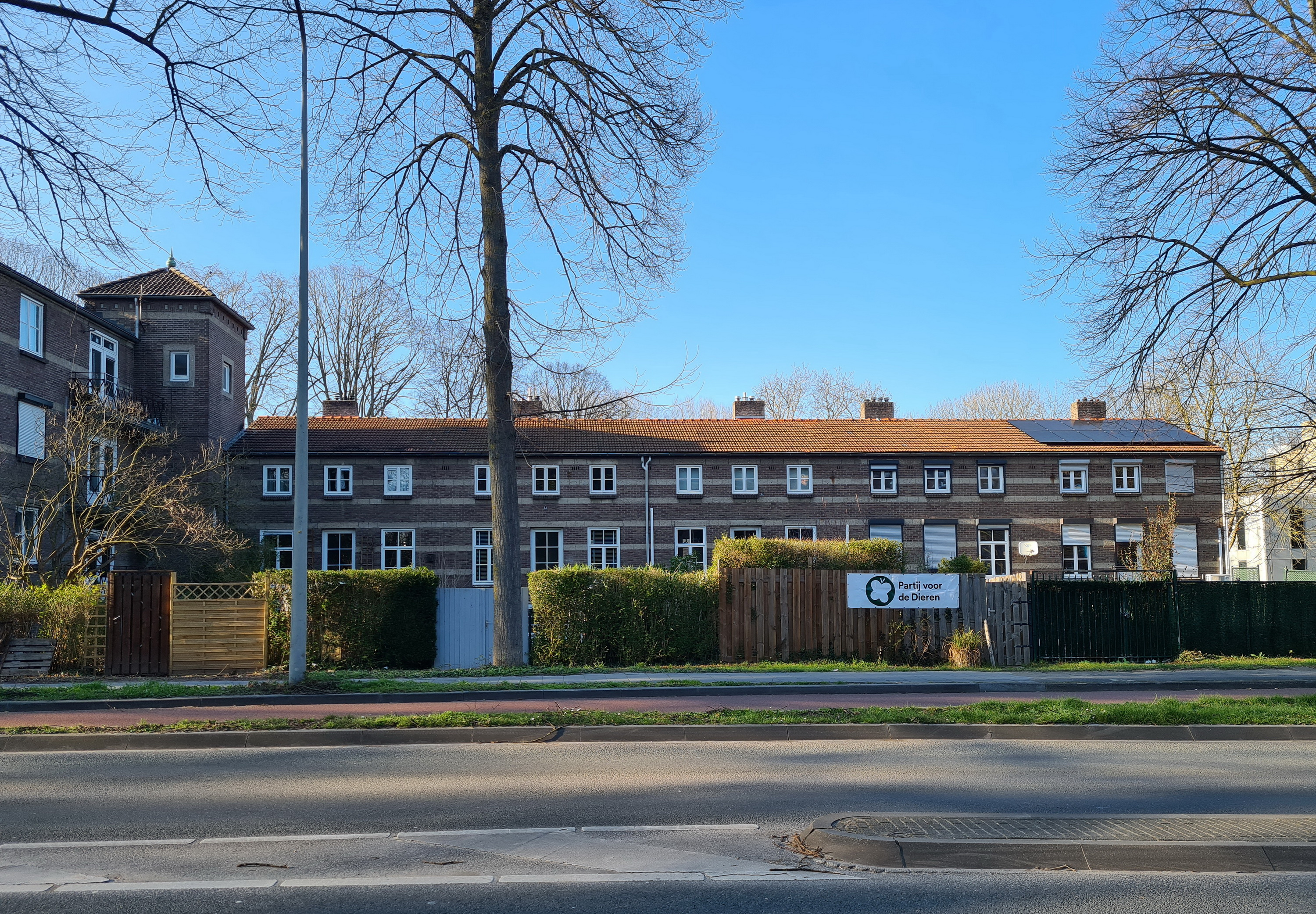
Guineastraat 1-15, gezien vanaf de Tongerseweg
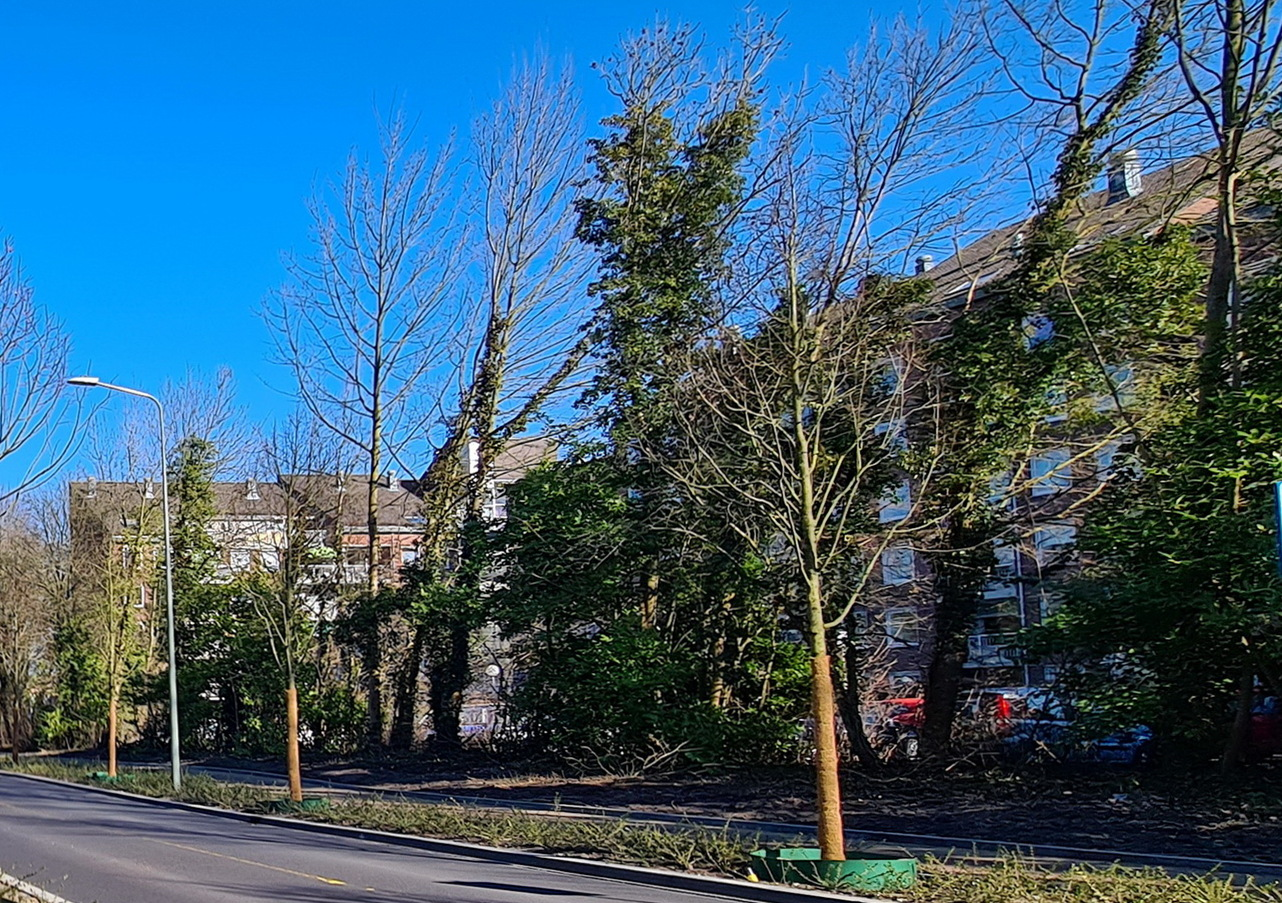
Appartementengebouw Sauterneslaan

### Villa's, herenhuizen
In het oostelijk deel van de Tongerseweg staan aan de noordzijde (Kommelkwartier) vier dubbele woonhuizen, waarvan er twee gemeentelijk beschermd zijn: Tongerseweg 2-4 en 6-8. Van het eerste pand is het rechterdeel (nr. 2) een latere aanbouw van na 1944 aan de oorspronkelijk vrijstaande villa (nr. 4) uit 1941. Nr. 2 heeft een T-vormige plattegrond met een langgerekt bouwdeel aan de Polvertorenstraat. Nabij de hoek bevindt zich een erker met een houten puntgevel en een zadeldak. De vensters op de begane grond zijn voorzien van houten luiken. De dubbele ingang is gesitueerd in een laag entreegebouw, dat de twee huizen met elkaar verbindt. De entree van nr. 4 bevindt zich onder een luifel in de westelijke zijgevel, waar een ingemetselde steen herinnert aan de eerstesteenlegging. De gevel aan de Tongerseweg heeft op de begane grond een brede erker met een naar binnen gebogen koperen luifeldak. Boven de erker bevindt zich een Frans balkon met een smeedijzeren hekwerk. Links daarvan bevindt zich een inpandige loggia met drie gemetselde rondbogen en zandstenen zuilen met teerlingkapitelen. De naastgelegen dubbele villa Tongerseweg 6-8 werd in 1939 door Willem Sandhövel ontworpen. Het wit geverfde pand heeft een hoog schilddak met dakkapellen die aan de voorzijde eveneens voorzien zijn van schilddakjes. De dakkapellen aan de zijkant zijn geïntegreerd met de hoog opgaande schoorstenen. Beide huizen hebben aan de voorzijde een halfronde erker met stalen vensters.

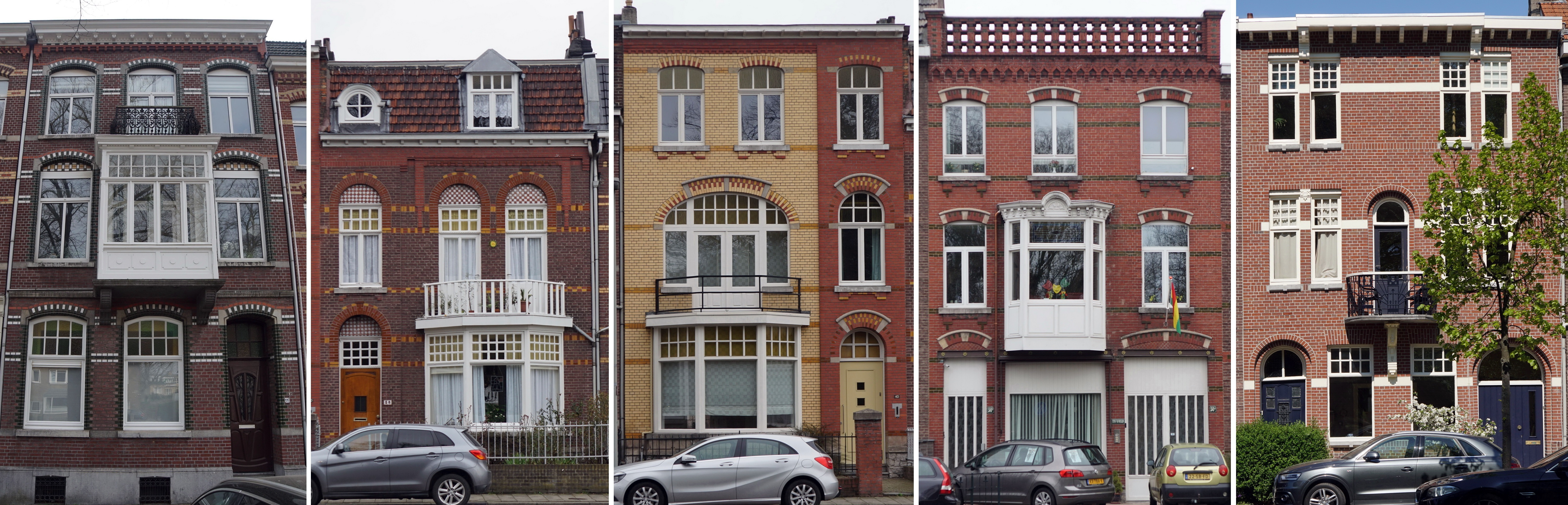
Vijf geschakelde herenhuizen: Tongerseweg 17, 38, 40, 50 en 56A-B

Aan de overkant van de straat – in het Jekerkwartier – ligt een rijtje geschakelde herenhuizen in eclectische stijl uit de jaren 1912-1915: Tongerseweg 9-19. Met hun statige gevels met siermetselwerk, houten erkers en sierlijke balkons beantwoordden ze aan de smaak van de gegoede middenklasse uit die tijd. Ook buiten het centrum liggen aan de Tongerseweg herenhuizen in eclectische stijl uit het begin van de twintigste eeuw. Nr. 38 is een dubbel woonhuis met lijstgevel op de hoek van het Tongerseplein. De toegang aan de pleinzijde bevindt zich in een smal, afgeschuind geveldeel, dat bovendien hoger opgetrokken is. De bredere geveldelen aan weerszijden daarvan zijn elkaars spiegelbeeld en worden gedomineerd door een grote erker met daarboven een balkon. Het naastgelegen herenhuis Tongerseweg 40 dateert uit 1916. Opvallend is het gebruik van gele en rode baksteen, waardoor de gevel in een breder en smaller deel wordt verdeeld. Bij het siermetselwerk is eveneens gebruik gemaakt van verschillende kleuren baksteen. Nr. 56a-b is een dubbele stadswoning in traditioneel-ambachtelijke stijl uit 1924. De gevel is strakker dan bij de eerder genoemde panden. Alle aandacht gaat uit naar het monochroom uitgevoerde metselwerk. De vensters zijn twee aan twee gegroepeerd. De deuropeningen hebben rondbogen. Het centraal geplaatste balkon is voorzien van een smeedijzeren hekje.
De hierboven genoemde panden zijn alle gemeentelijke monumenten. Verder naar het oosten liggen aan de Tongerseweg (in Biesland) twee vrijstaande herenhuizen, die beide rijksmonumenten zijn. Nr. 231 is een statig huis dat mogelijk uit de achttiende eeuw stamt. Het was in 1843 eigendom van de Maastrichtse brouwer Gerard Nicolaas Rutten. Het huis heeft een mansardedak, hardstenen deur- en vensteromlijstingen en een gebeeldhouwde sluitsteen boven de voordeur. Links bevindt zich een lagere poortvleugel. Iets verderop ligt een negentiende-eeuws herenhuis met een vergelijkbare gevelindeling. Dit pand, nr. 241, heeft een schilddak en ongeverfde baksteengevels met horizontale, hardstenen reliëfbanden en een kroonlijst met blokjesmotief. Rechts bevindt zich een lagere aanbouw met een lessenaarsdak.

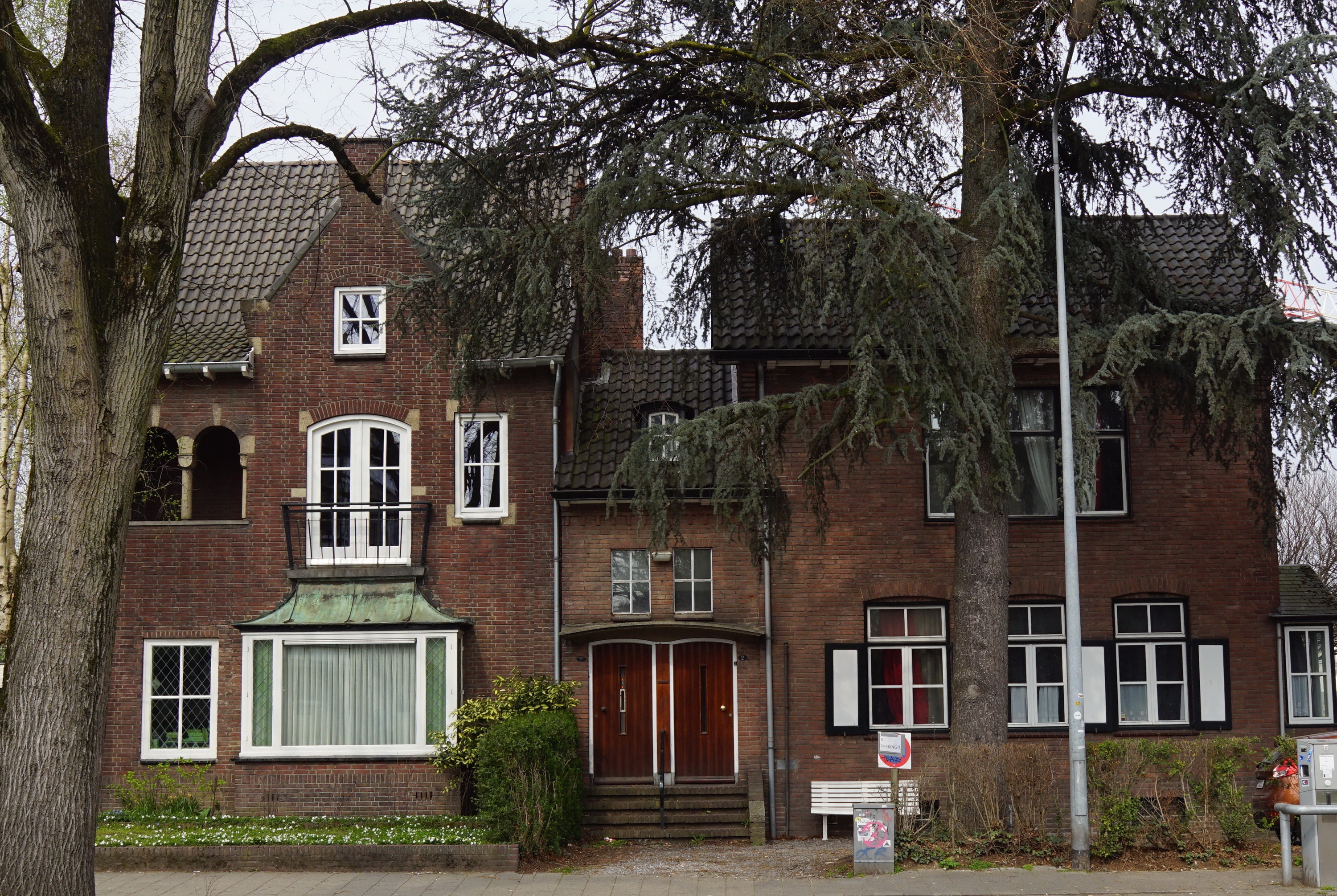
Tongerseweg 2-4
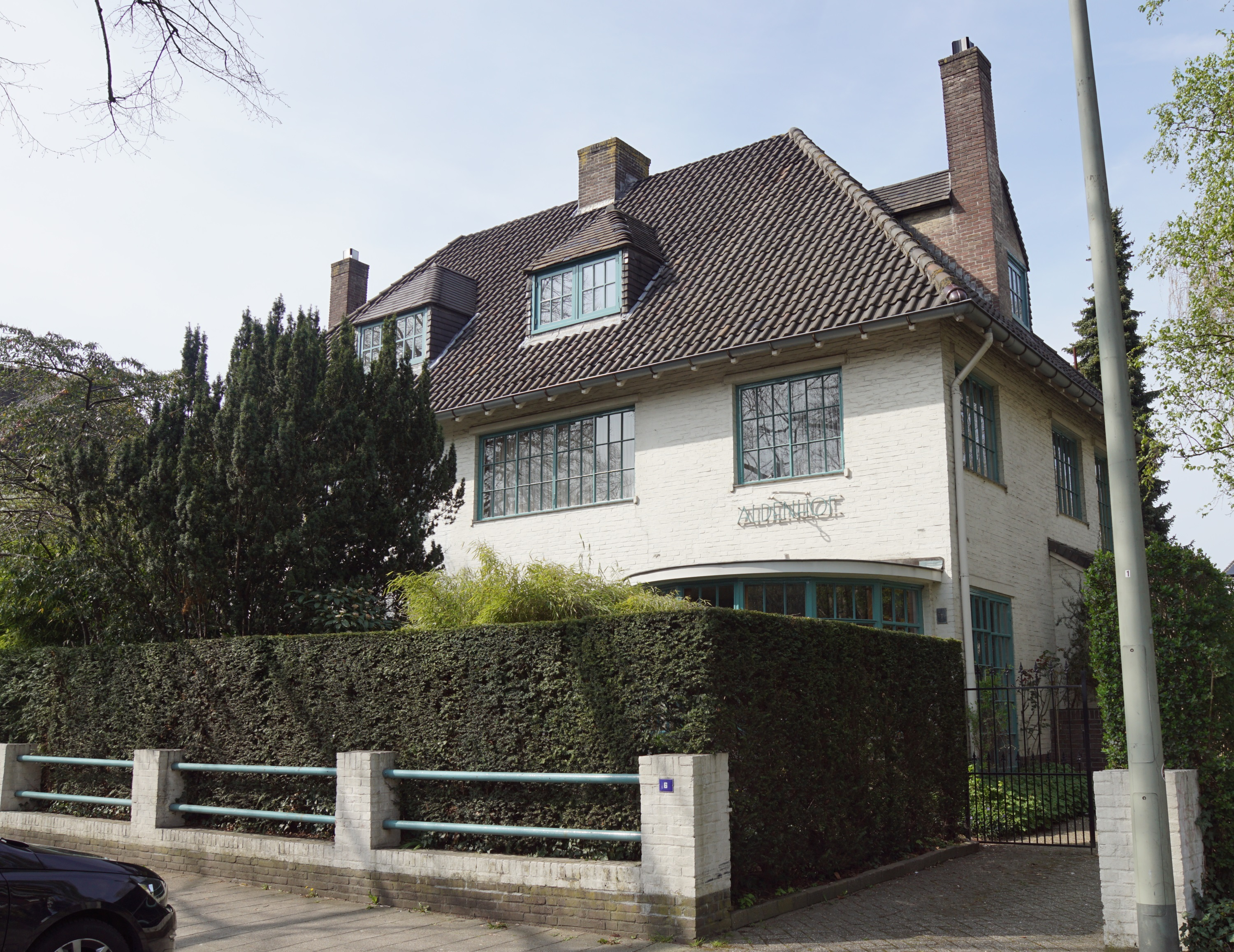
Tongerseweg 6-8
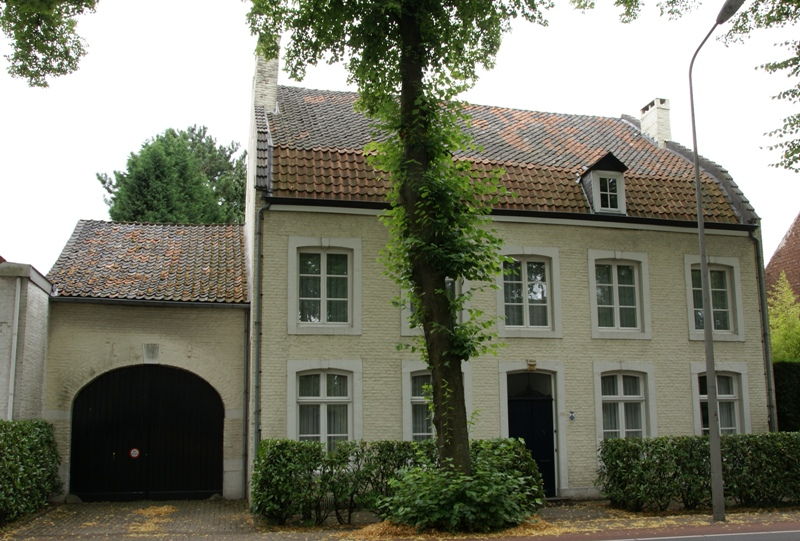
Tongerseweg 231
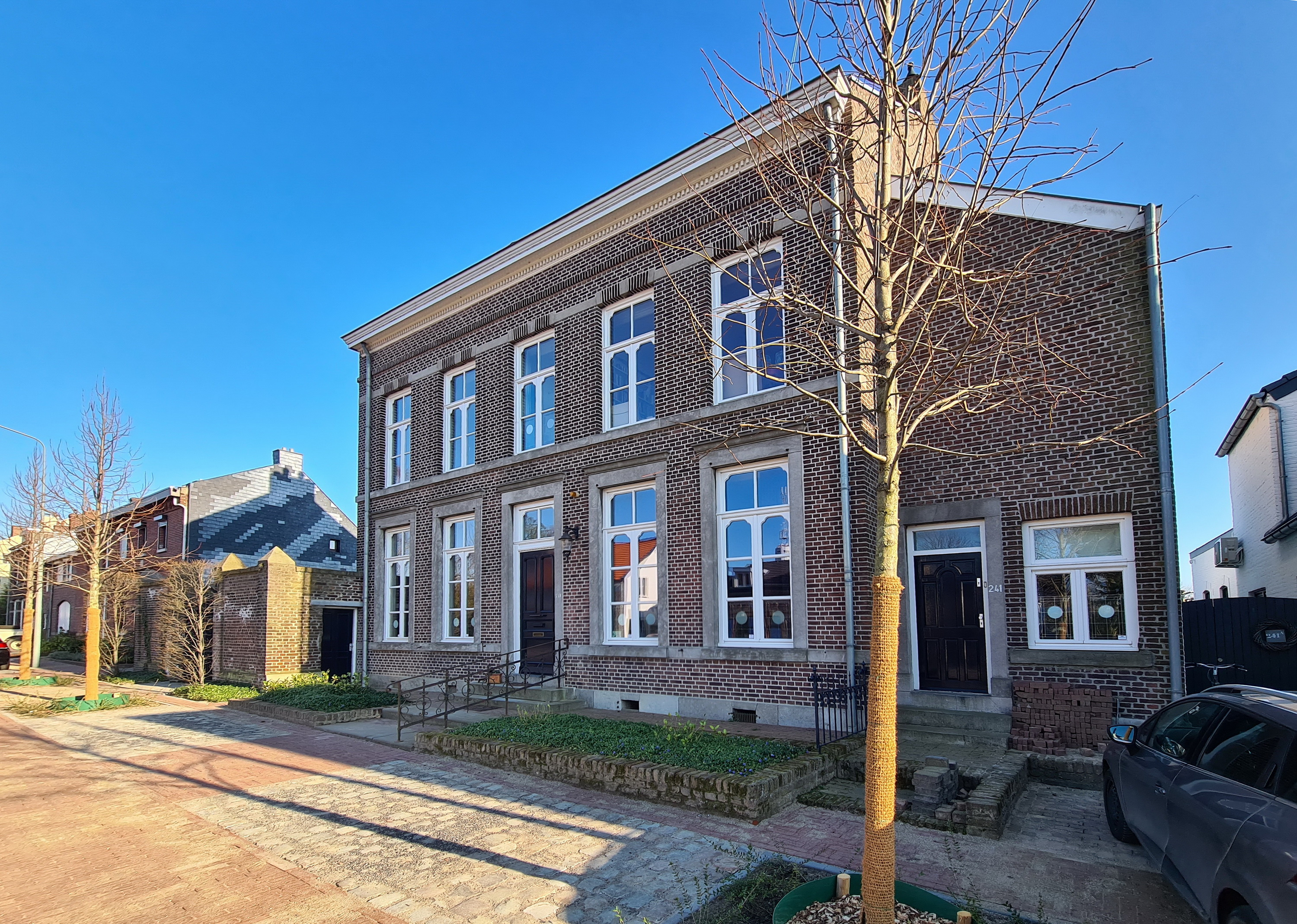
Tongerseweg 241

### Boerderijen, dorpswoningen
Tongerseweg 118 is een niet nader gedateerde hoeve met aan de straatzijde een woonhuisgedeelte en een daaraan vastgebouwde, iets lagere schuur, beide onder een zadeldak. De baksteengevel van het woonhuis is symmetrisch, heeft twee bouwlagen en vijf vensterassen, en een centraal geplaatste voordeur, waarvan het bovenlicht voorzien is van glas in lood. Zowel de deur- als vensteropeningen hebben hardstenen omlijstingen.
Het rijksmonument Tongerseweg 252-252A is de eerder genoemde herberg van Gerard Prick uit de eerste helft van de negentiende eeuw, tegenwoordig gesplitst in twee panden. Het carrévormige, oorspronkelijk U-vormige complex heeft een vrij brede, eenlaagse gevel aan de Tongerseweg. De gevel is wit geschilderd, met uitzondering van de hardstenen deur- en vensteromlijstingen.
Tongerseweg 320C en 322 kunnen gelden als typerend voor de vele kleinere, dorpsachtige huizen, met name aan het westelijk deel van de weg. Nr. 322 is een boerenwoning uit het begin van de twintigste eeuw. Het vrijstaande pand bestaat uit een eenlaags middendeel met twee terugwijkende, lagere aanbouwen. De baksteengevels van het middendeel en het linkerdeel zijn onder de dakrand versierd met siermetselwerk. De zijgevels zijn wit geschilderd. Het pand is een gemeentelijk monument. Het niet-beschermde buurpand nr. 320c gaat met zijn wit geschilderde gevels schuil achter een haag van leilindes. De gevel heeft een hardstenen deuromlijsting en vensters met hardstenen dorpels en lateien. Beide panden zijn voorzien van raamluiken.
Tongerseweg 406-408 is een dubbele boerderij uit de tweede helft van de negentiende eeuw, waarvan het linker woonhuis (nr. 408) iets ouder is dan het rechter. Dit pand is ook groter en heeft een rijkere voorgevel met onder andere een getande kroonlijst en een hardstenen plint en waterlijst. De zijgevel is deels gepleisterd, met geblokte baksteenomlijsting in kettingverband. Beide panden hebben voorgevels van bruinrode baksteen met hardstenen deuromlijstingen en vensters met hardstenen dorpels en lateien. Bij het linker pand is de schuurpoort inpandig; bij het rechter pand bevindt zich deze in een lage aanbouw die de twee panden verbindt. Bijzonder is de deurklopper met kruisje aan de linker poort. Het gehele complex staat op de gemeentelijke monumentenlijst.

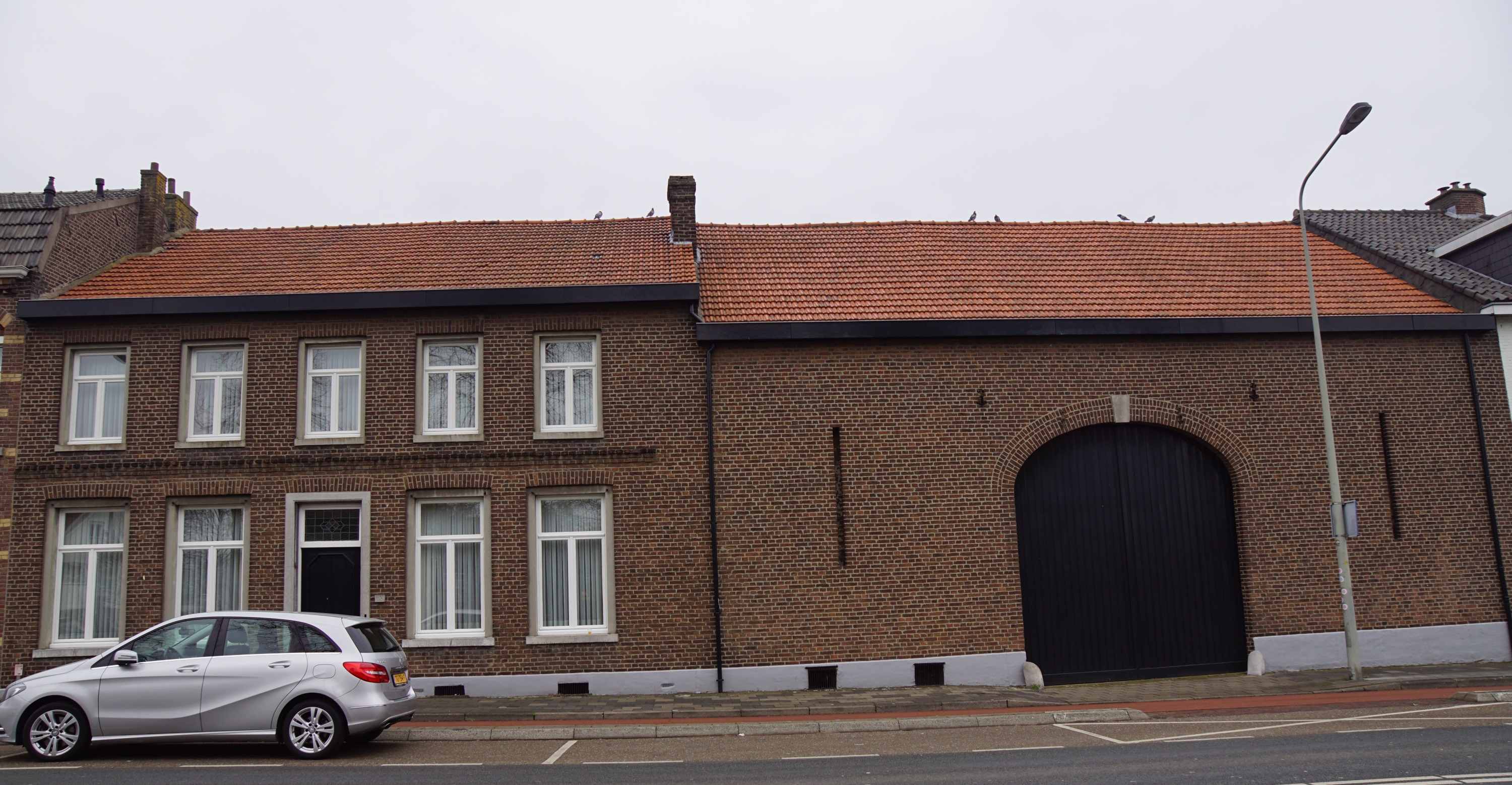
Tongerseweg 118
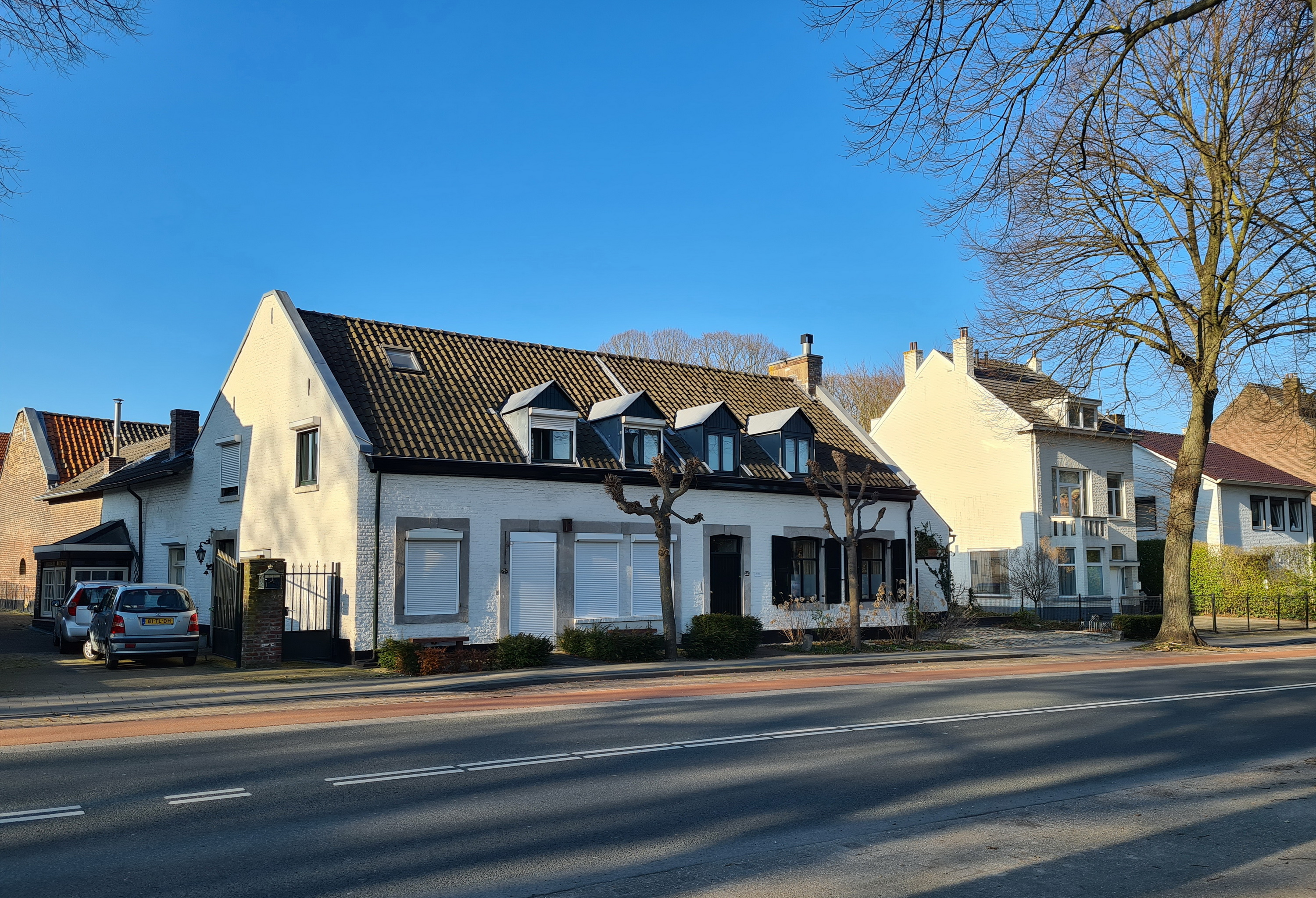
Tongerseweg 252-252A
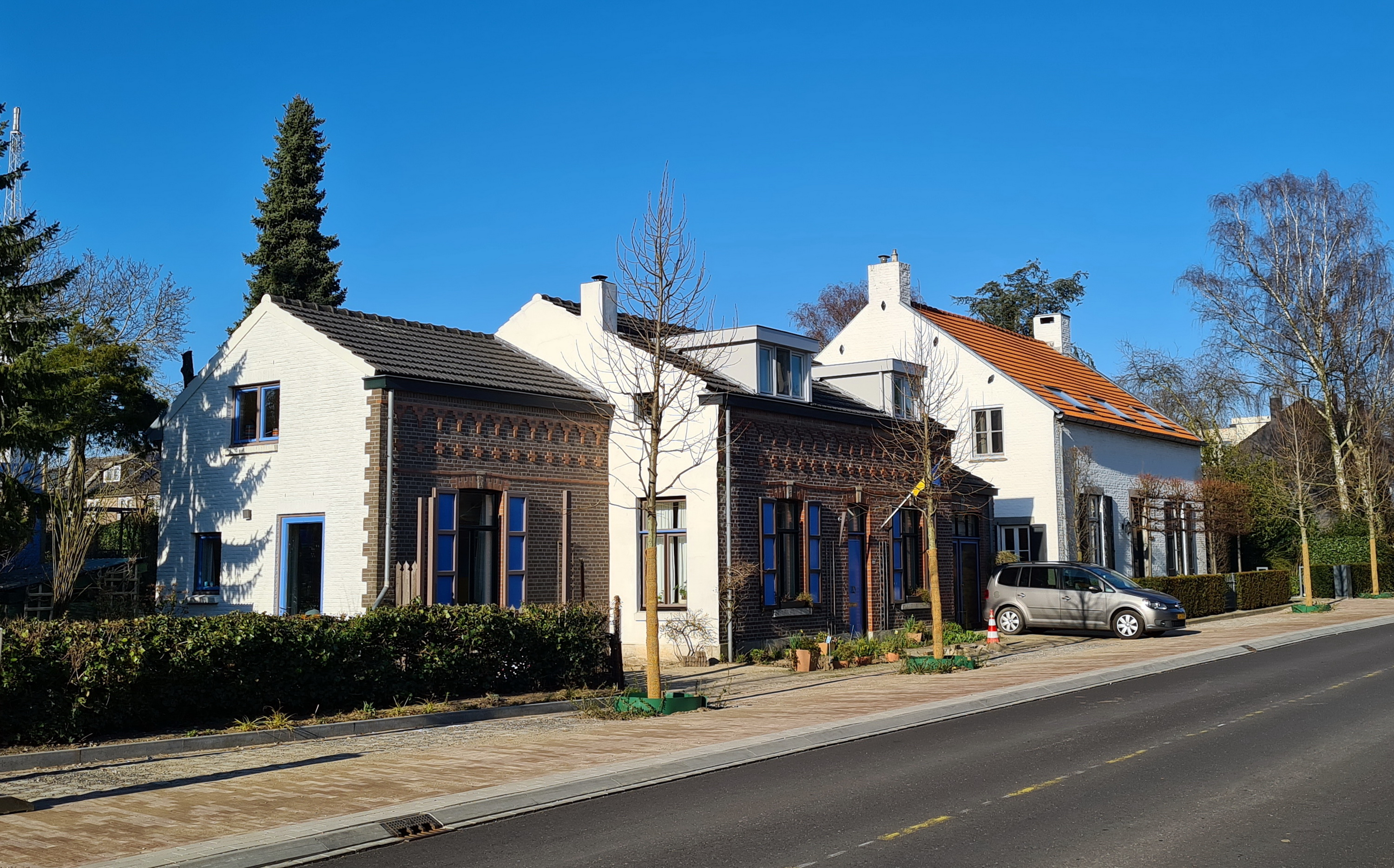
Tongerseweg 320C-322
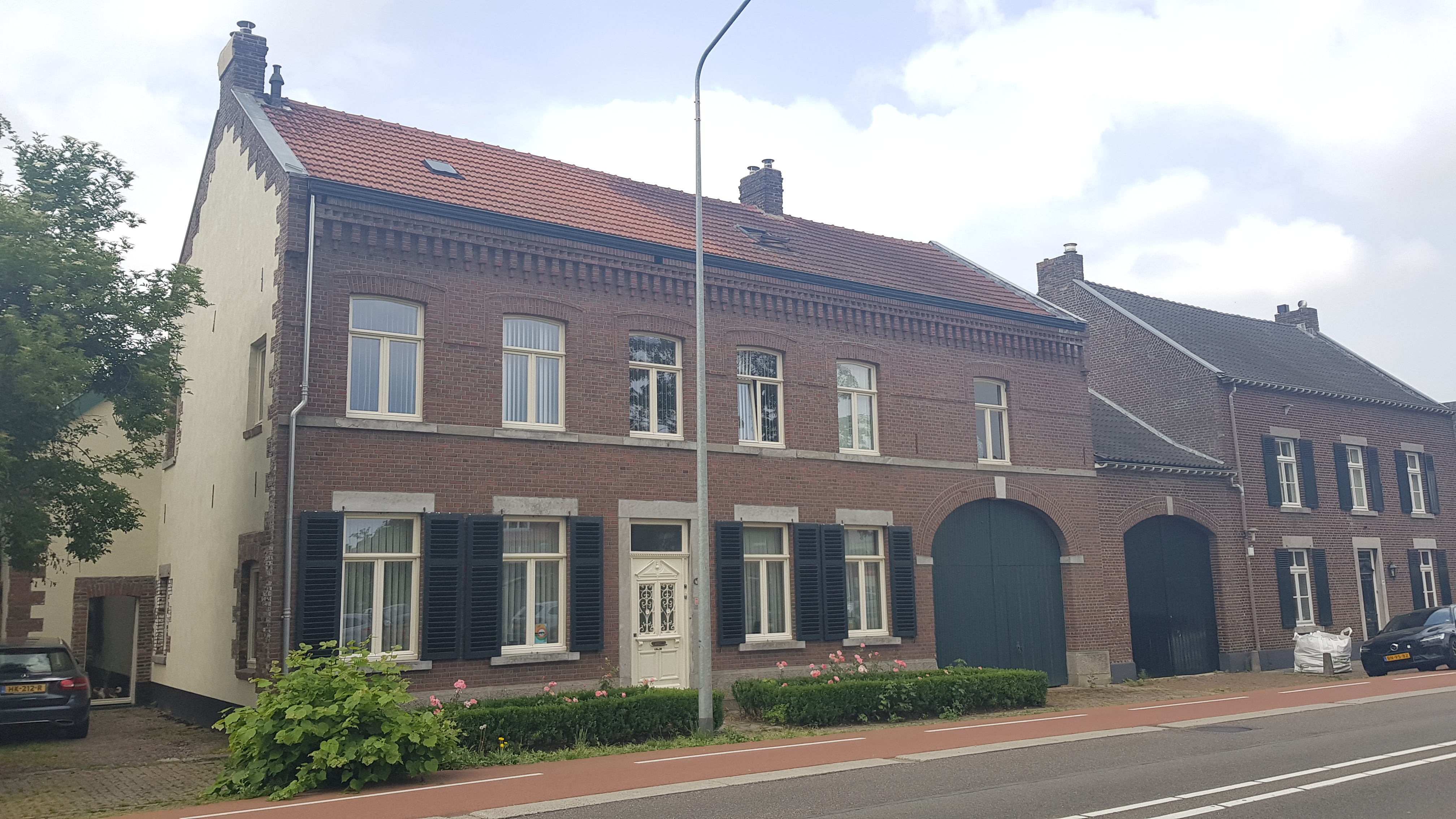
Tongerseweg 406-408

### Grensovergang
De Nederlands-Belgische grens loopt over een afstand van ongeveer honderd meter over het midden van de Tongerseweg. De noordelijke weghelft bevindt zich in Nederland; de zuidelijke in België. Om die reden liggen de zeven huizen aan de zuidzijde van de weg niet aan de Tongerseweg, maar aan de Maastrichtersteenweg in de Belgische gemeente Riemst. Om dezelfde reden staan er langs de weg twee grenspalen: grenspaal 81, aan de noordzijde van de weg, staat circa honderd meter ten westen van grenspaal 80, aan de zuidzijde van de weg. Laatstgenoemde grenspaal is op een vluchtheuvel in het midden van de Diependaalweg geplaatst, aangezien de grens zich over het midden van die weg voortzet in zuidelijke richting. De gietijzeren, kegelvormige palen dragen in reliëf de wapens van Nederland en België en daartussen het jaartal 1843 en het nummer van de paal. Tegenover grenspaal 80 staat de vermoedelijke douanebeambtewoning Tongerseweg 420 uit het begin van de twintigste eeuw. De voorgevel is versierd met siermetselwerk, gepleisterde banden, een muizentandlijst, gemetselde rollagen boven de segmentboogvormige vensters, en gebeeldhouwde sluit- en consolestenen. Zowel de grenspalen als de douanebeambtewoning zijn gemeentelijke monumenten. De douanekantoren zijn aan beide zijden van de grens verdwenen. De met het grensverkeer nauw verbonden marechausseekazerne werd hierboven al beschreven.

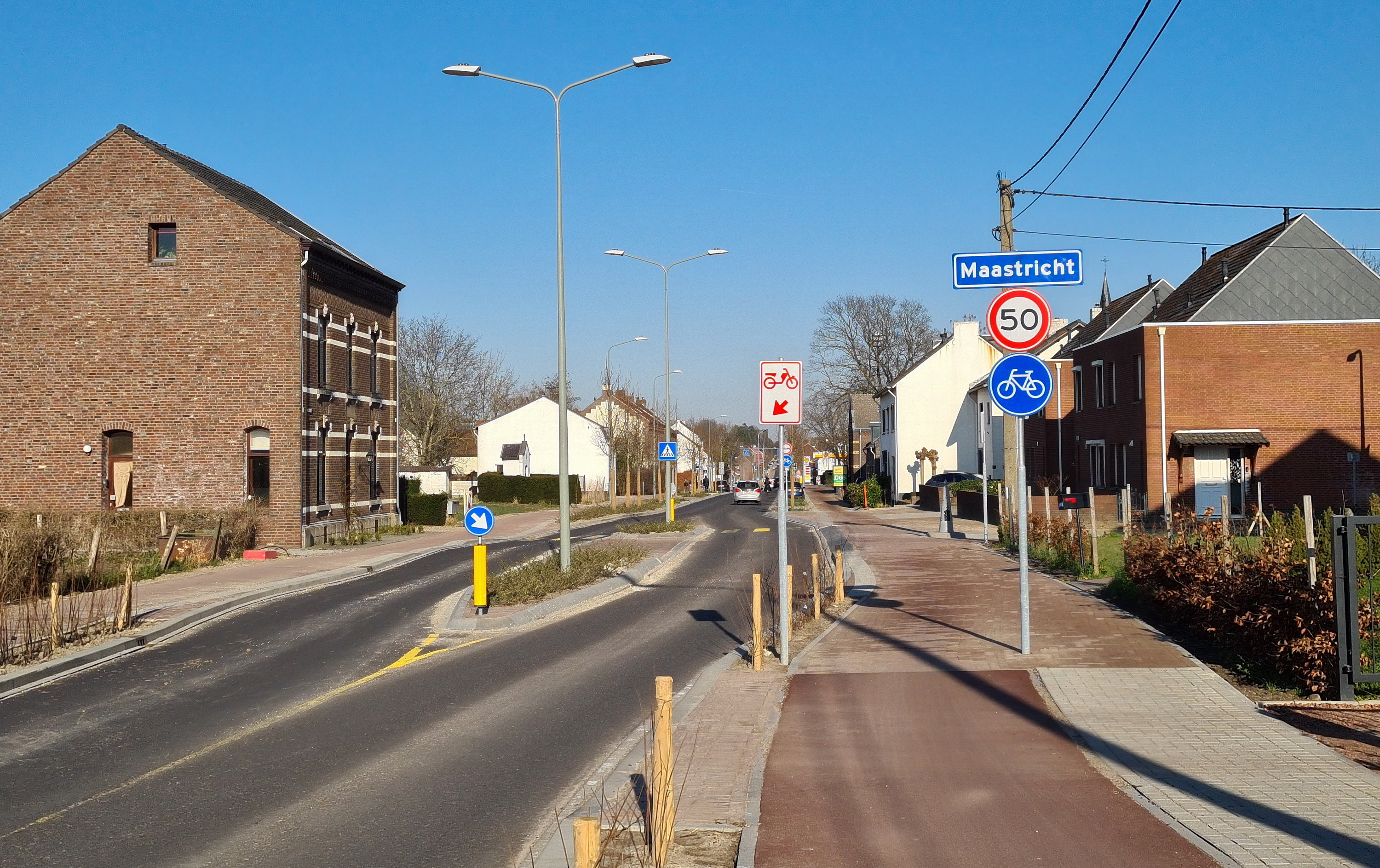
Grens Tongerseweg en plaatsnaambord Maastricht
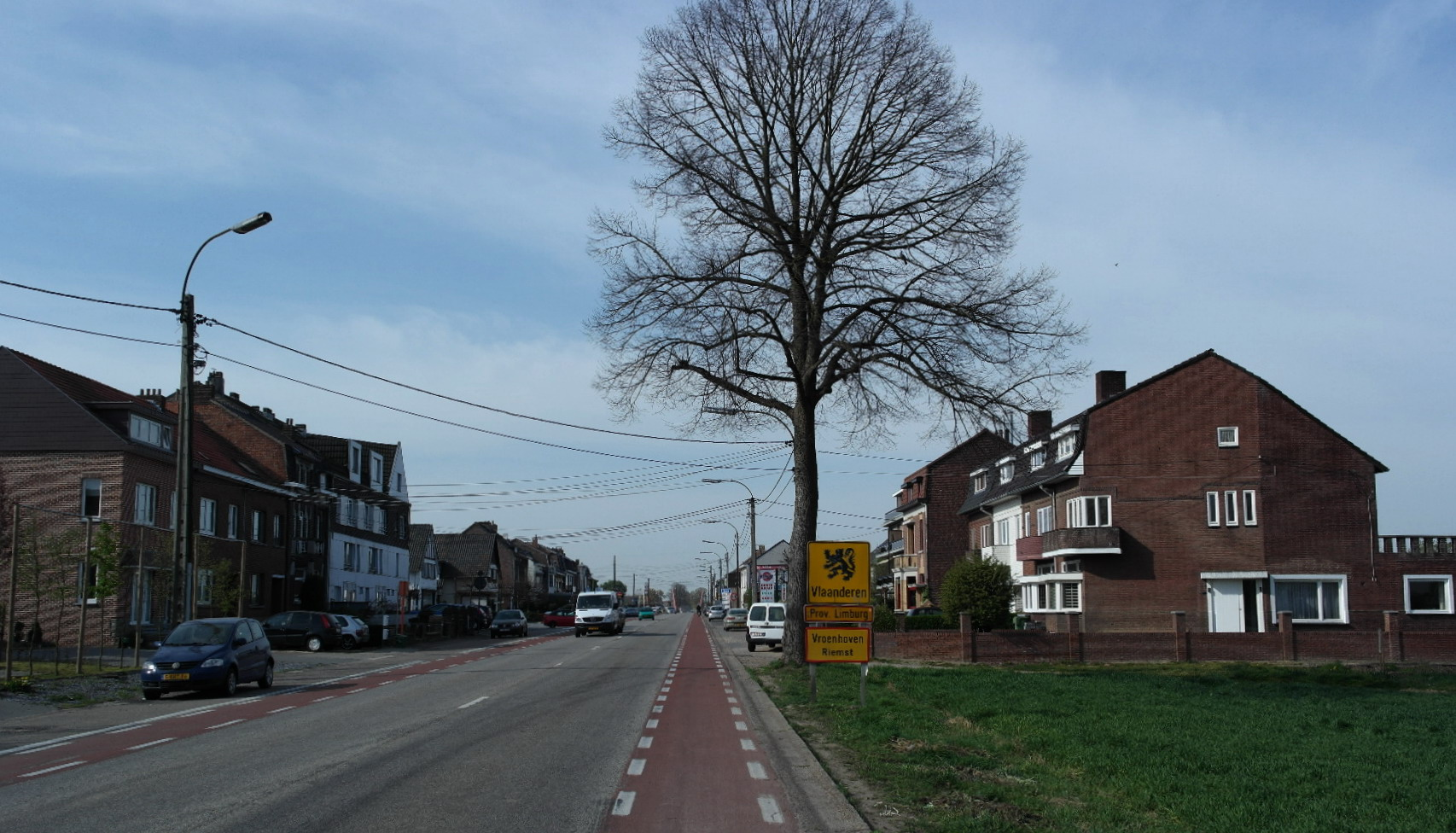
Grens Maastrichtersteenweg, Vroenhoven (B.)
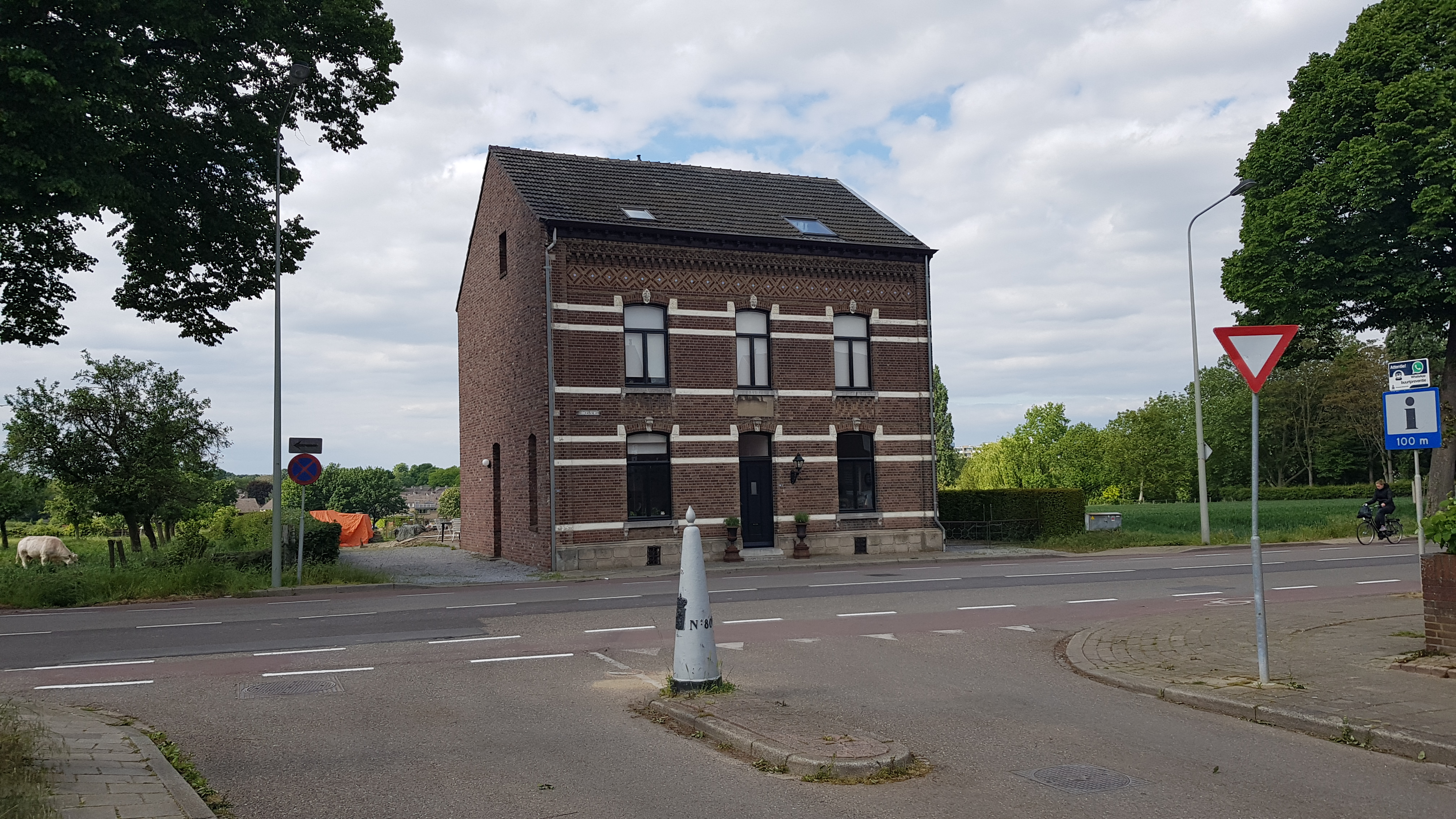
Grenspaal nr. 80 en douanebeambtewoning
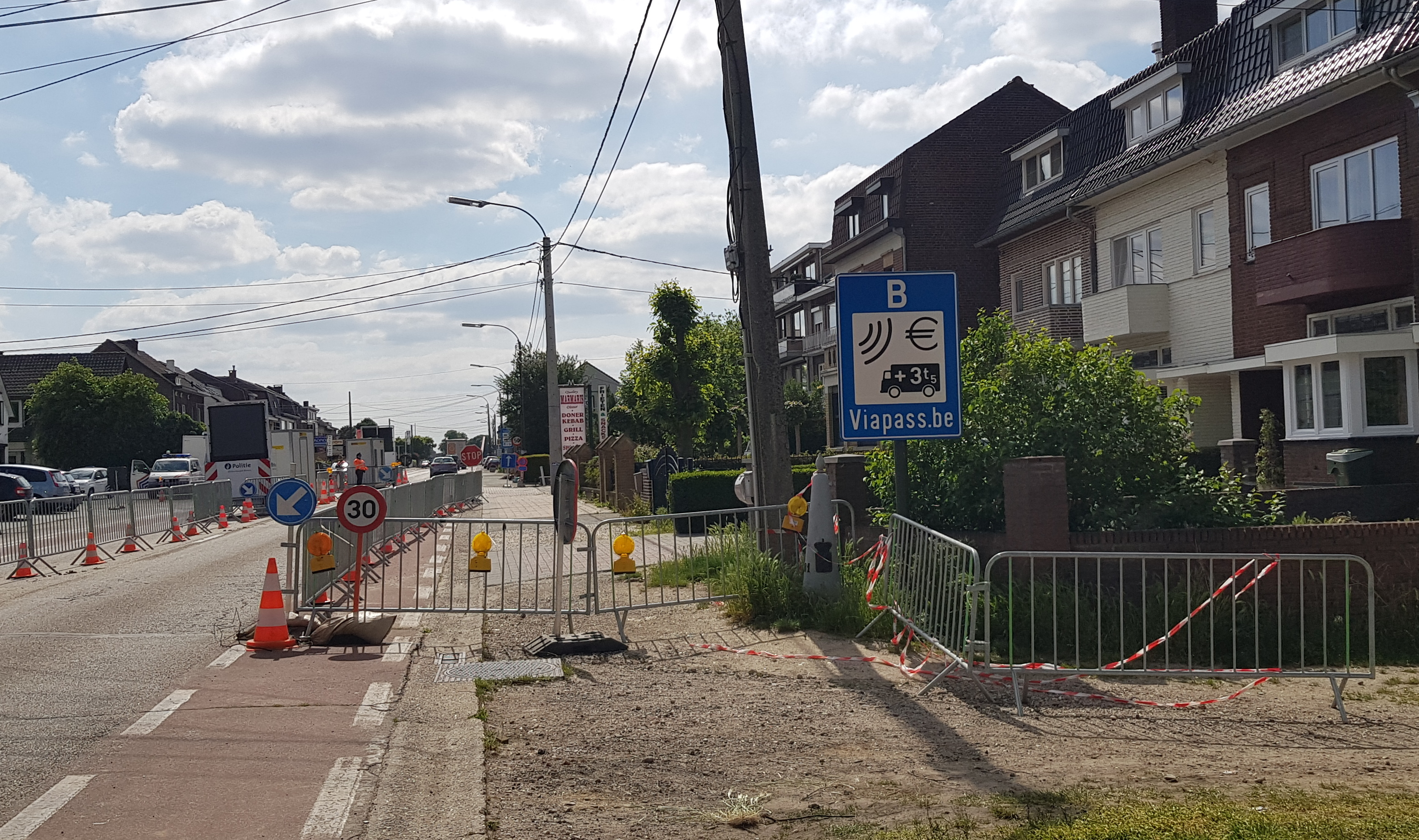
Grenspaal nr. 81 en wegafsluiting i.v.m. covid

## Varia

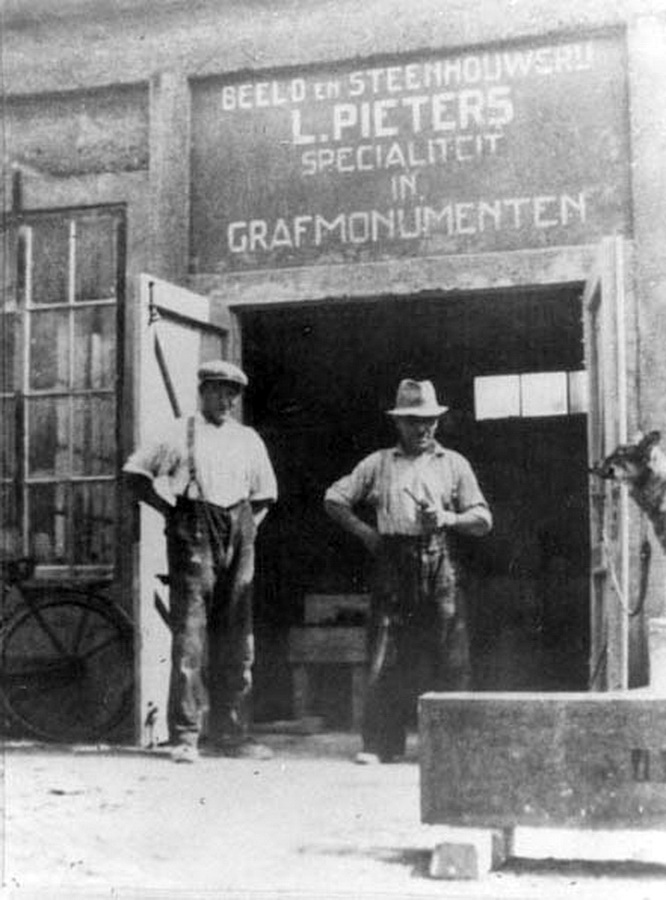
Steenhouwerij L. Pieters in 1929

- De schuin tegenover de begraafplaats gelegen steenhouwerij Jac. de Groot, gespecialiseerd in grafmonumenten, kent een lange geschiedenis. Van 1815 tot 1988 werd het bedrijf gerund door de uit Namen afkomstige familie Pieters.[85]
- Een half jaar voor de officiële opening van de tramlijn Maastricht-Tongeren op 1 mei 1909, reed de tram op Allerzielendag (2 november) 1908 vanaf de binnenstad naar de Algemene Begraafplaats Tongerseweg. Circa 7000 passagiers maakten die dag gebruik van de tram.[14]
- In maart 1969 werden, na een opleiding bij de verkeerspolitie, dertig verkeersbrigadiers geïnstalleerd, die tot taak hadden schoolgaande kinderen, bejaarden en anderen te helpen bij het oversteken van de drukke Tongerseweg. Burgemeester Fons Baeten noemde de vrijwilligers, 29 vrouwen en een man, "moeders-klaar-oversten".[86]
- In 1979 stortte een boerderij aan de Tongerseweg in na hevige regenval. Doordat de bewoner een rioleringssleuf had gegraven, spoelde het regenwater de grond onder de fundering weg.[87]
- Al in 1982 bestond een actiegroep 'Tongerseweg', die zich inzette om de geluidsoverlast van het vrachtverkeer (toentertijd voornamelijk mergeltransporten) terug te dringen. Bewoners van de Castelmorelaan eisten een geluidswal tussen hun huizen en de Tongerseweg, maar kregen die niet. Wel werd het wegdek verbeterd, waarna de geluidsoverlast zou afnemen.[88]
- In 2002 verscheen aan de Tongerseweg de eerste Maastrichtse 'flitspaal'. Bij nader inzien bleek het om een neppaal te gaan, door een bewonersgroep geplaatst om het hardrijden te ontmoedigen.[89]